# Pfaffenstein
Der Pfaffenstein, veraltet auch Jungfernstein, ist ein 434,6 m ü. NHN hoher Tafelberg im Elbsandsteingebirge in Sachsen. Er liegt links der Elbe bei Königstein und wird aufgrund seiner vielgestaltigen Struktur auch als „Sächsische Schweiz im Kleinen“ bezeichnet.
Der zerklüftete und von zahlreichen Höhlen durchzogene Berg weist Spuren stein- und bronzezeitlicher Besiedlung auf und diente wegen seiner schlechten Erreichbarkeit später häufig als Zufluchtsort in Krisenzeiten. Seit dem 19. Jahrhundert wird der Pfaffenstein für touristische Zwecke genutzt. Auf dem Berg befinden sich ein Gasthaus, ein Aussichtsturm, mehrere Aussichtspunkte und einige weitere Sehenswürdigkeiten.
Seit Beginn des 20. Jahrhunderts wird das Massiv des Pfaffensteins für den Klettersport erschlossen und zählt mit 32 Kletterfelsen zu den bedeutendsten Teilgebieten des Klettergebiets Sächsische Schweiz. Der bekannteste und als Wahrzeichen des Pfaffensteins geltende Felsen ist die Barbarine, eine 43 Meter hohe Felsnadel, die jedoch 1975 wegen starker Erosionsschäden für den Kletterbetrieb gesperrt wurde.

## Lage und Umgebung
Der Pfaffenstein liegt etwa zwei Kilometer südlich des Ortsteils Pfaffendorf im Gebiet der Stadt Königstein. Eine weitere nahegelegene Siedlung ist Cunnersdorf etwa drei Kilometer südöstlich. Nachbarberg im Nordwesten ist der 349,6 m hohe Quirl, ein weiterer Tafelberg.
Im Süden ist der Berg von Wäldern umgeben, die zum Cunnersdorfer Bach abfallen. Um den Nordteil des Pfaffensteins liegen überwiegend landwirtschaftlich genutzte Flächen.

Luftbild des Pfaffensteins von Südosten, im Hintergrund sind u. a. der Hohe Schneeberg, der Lilienstein, die Festung Königstein und der Quirl zu sehen

Das Erscheinungsbild des Berges prägt ein ausgedehntes Gipfelplateau, das sich in Nord-Süd-Richtung etwa einen Kilometer und in West-Ost-Richtung bis zu 400 Meter erstreckt und eine Fläche von etwa zwölf Hektar aufweist. Es erhebt sich etwa 100 Meter über das Umland. Der Gipfelpunkt liegt im südlichen Teil des Plateaus. Den Rand des Pfaffensteins bilden schroffe und zerklüftete Sandsteinfelsen. Dem Hauptmassiv sind zahlreiche einzelstehende Felsen vorgelagert, deren bekanntester die Barbarine an der Südspitze des Pfaffensteins ist. Weitere bedeutende Felstürme sind die Königspitze, der Förster, der Bundesfels, die Rauhe Zinne, der Jäckelfels, die Pfaffenschluchtspitzen, die Peterskirche und der Einsiedler.

## Namensherkunft und Sagen
Der Name Pfaffenstein rührt sehr wahrscheinlich von dem nahegelegenen Pfaffendorf her. Dieser heutige Ortsteil von Königstein bekam seinen Namen davon, dass die Einwohner dem Königsteiner Geistlichen im Mittelalter zinspflichtig waren, wie es auch in der erstmaligen urkundlichen Nennung des Ortes im Jahre 1437 erwähnt wird. Die Bezeichnung Jungfernstein leitet sich von einer Sage um die Entstehung der Barbarine ab, nach der einst eine Frau ihre Tochter sonntags zur Kirche schickte. Jedoch beim Heidelbeersuchen auf dem Pfaffenstein erwischt, verfluchte die Mutter sie zu Stein.

## Geschichte

### Frühgeschichte

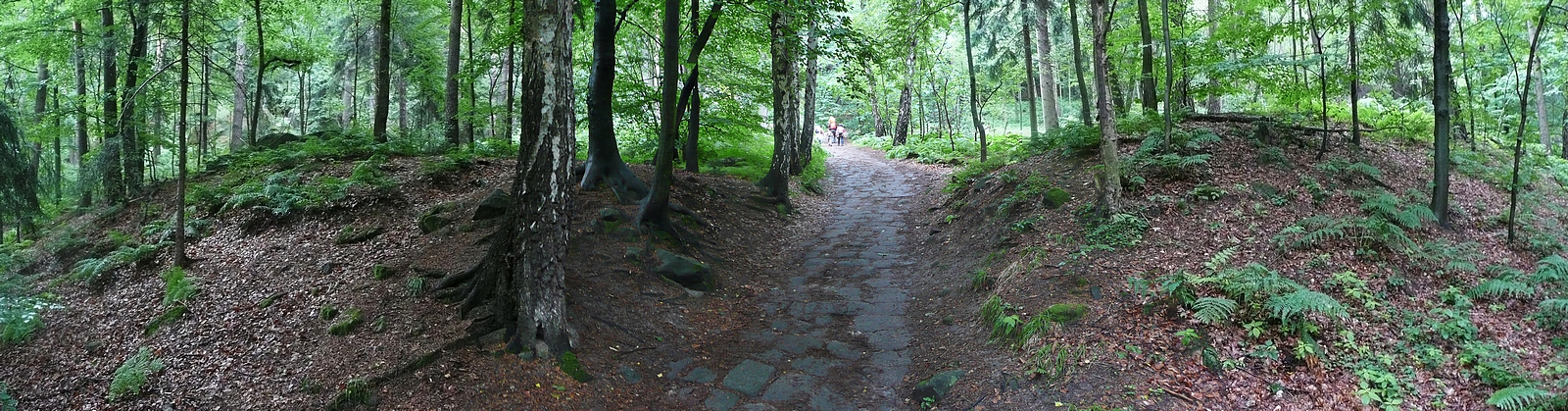
Blick auf den bronzezeitlichen Wall am Westfuß des Pfaffensteins, der Wall wird von dem Bequemen Aufstieg durchschnitten

Das Plateau des Pfaffensteins war bereits vor etwa 3000 Jahren besiedelt. Archäologische Ausgrabungen förderten neben steinzeitlichen auch bronzezeitliche Funde aus der Lausitzer Kultur zu Tage. Auf dem Plateau, in der Nähe der heutigen Bergwirtschaft, kamen in den Jahren von 1896 bis 1912 verschiedene steinerne Flachbeile, tönerne Gefäße, ein Mahlstein und eine Herdstelle zum Vorschein. Der Bergwirt Richard Keiler fand 1921 zwei bronzene Armringe. Weitere Grabungen auf dem Plateau wurden 1967 durchgeführt, sie bestätigten die Einordnung der Besiedelung in die Lausitzer Kultur. Die Ausgräber fanden weitere Keramik und einen Schleifstein.
Vermutlich befand sich dort eine der ältesten Burganlagen der Lausitzer Kultur.
Einziges heute noch sichtbares vorgeschichtliches Relikt ist der ebenfalls aus der Bronzezeit stammende halbkreisförmige Wall an der Westseite des Pfaffensteins beim Bequemen Aufstieg. Das 200 Meter lange Bauwerk diente vermutlich dazu, den einzigen Zugang zum Plateau abzusperren und war von einem Graben umgeben. Archäologische Untersuchungen in den Jahren 1959 und 1961 ergaben ein Alter von etwa 3000 Jahren. Innerhalb des Walls wurden ebenfalls Keramikreste gefunden.

### Frühe Neuzeit
Urkundlich erstmals genannt wurde der Pfaffenstein 1548, das Amtserbbuch von Pirna erwähnt in jenem Jahr Rechte der Pfaffendorfer Bauern auf Nutzung des Pfaffensteins für ihre Weide und zur Holzgewinnung. Besonders in Kriegszeiten diente der Pfaffenstein den Pfaffendorfern als Zuflucht und Versteck für ihr Vieh. Während der Invasion der Schweden im Jahr 1706 wurde auf dem Berg ein Häuschen für den Königsteiner Oberförster errichtet. Letztmals nutzten die ansässigen Bauern den Berg 1813 als Versteck in Kriegszeiten, in diesem Falle in den Befreiungskriegen gegen Napoleon. Auch Höhlen wie etwa die Kuhstallhöhle sollen als Verstecke verwendet worden sein. Außerhalb von Kriegszeiten besuchten aber meist nur kurfürstliche Jäger den Pfaffenstein, von ihnen stammen wahrscheinlich auch die Jahreszahlen 1702 und 1714, die im „Schwedenkeller“ und am „Bequemen Aufstieg“ zu finden sind.
An der Ostseite brach im Jahr 1838 eine größere Felswand ab. Einer der am Wandfuß liegenden Trümmerblöcke ist der jetzige Kletterfelsen Klamotte. Die weithin sichtbare Abbruchwand wird aufgrund der wenig verwitterten hellen Oberfläche Weiße Wand genannt.

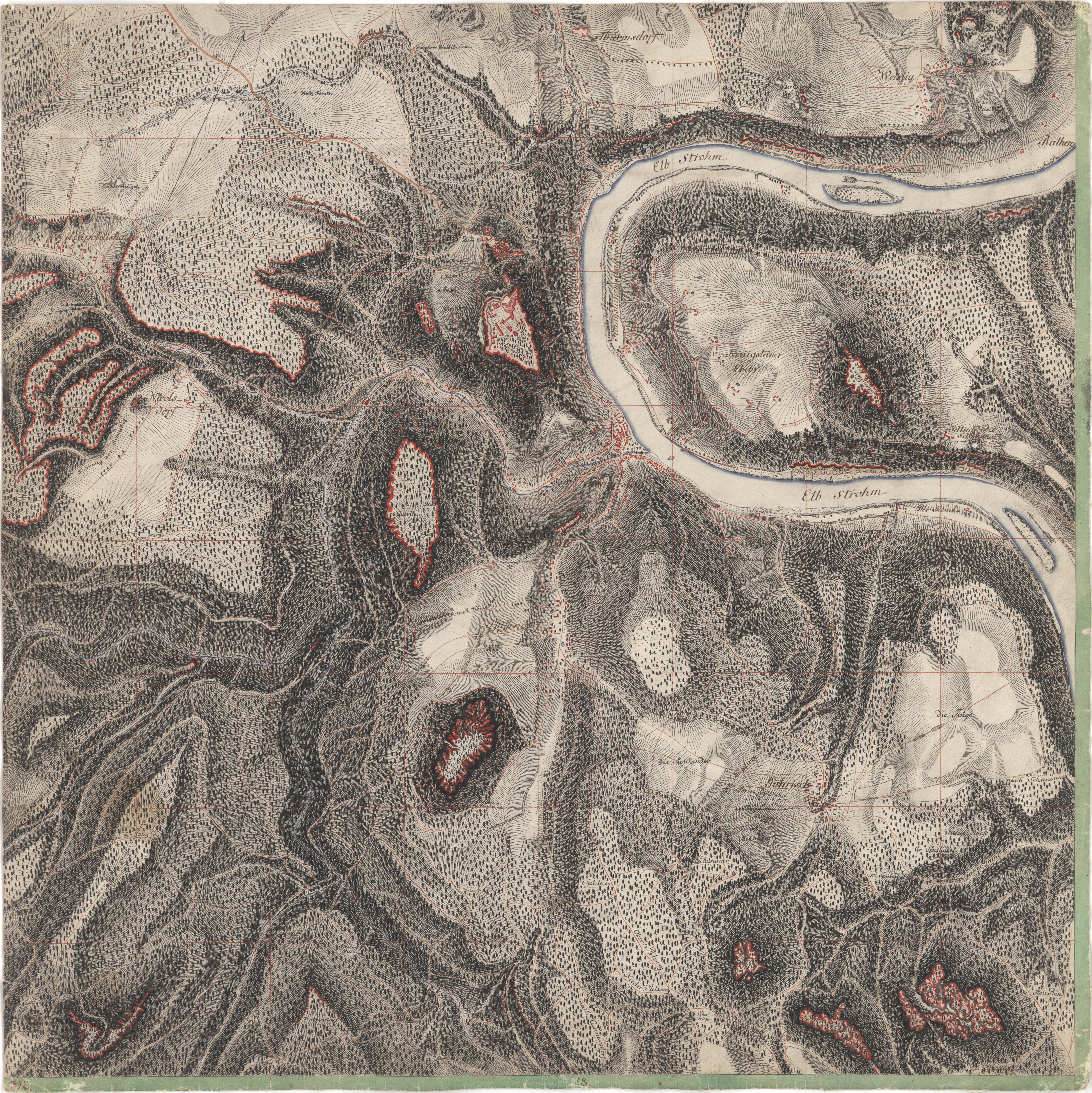
Ausschnitt aus dem Meilenblatt Nr. 332 von 1782 mit dem Pfaffenstein in der unteren Mitte
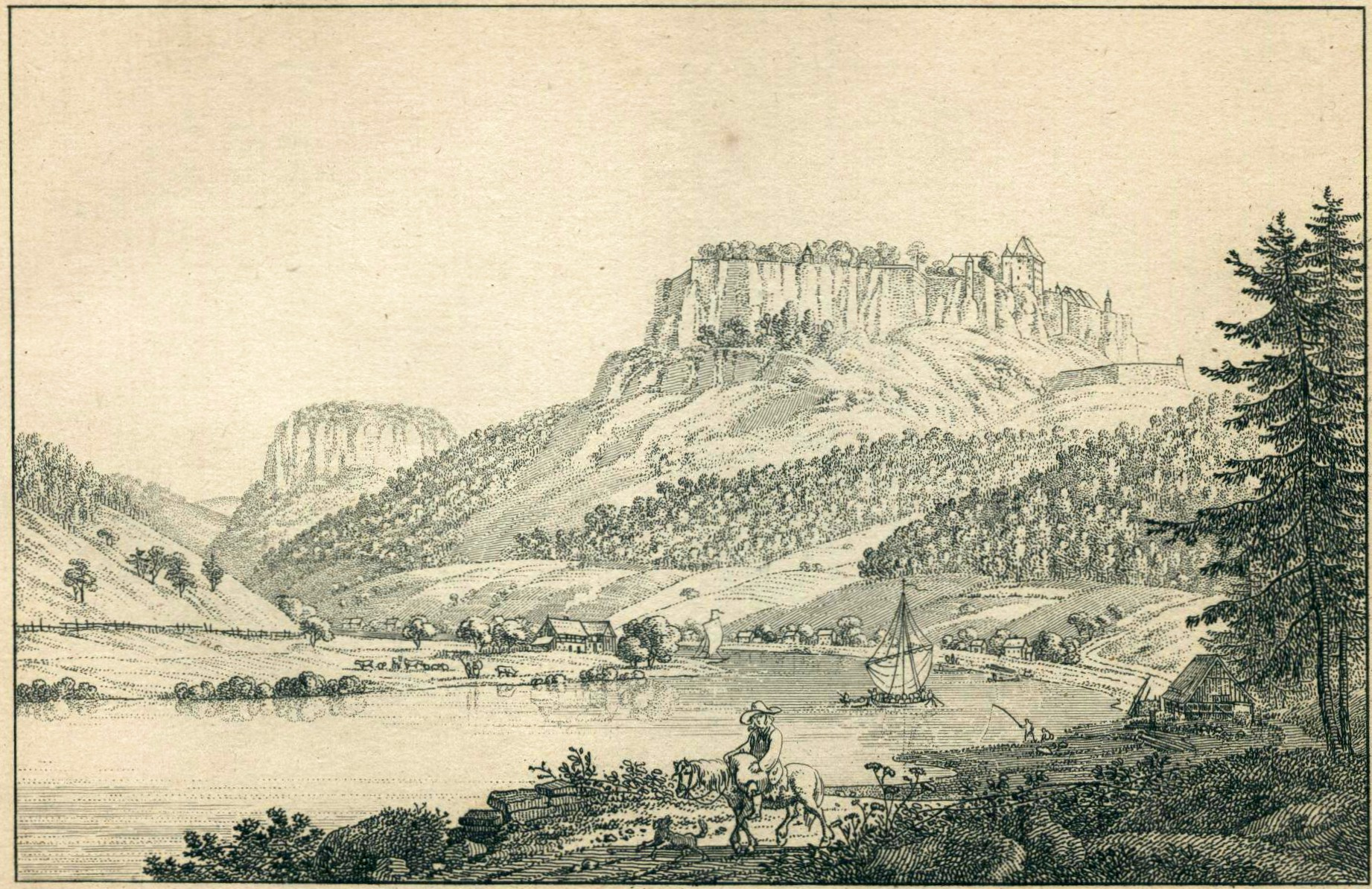
Historische Ansicht des Elbtals mit der Festung Königstein im Vordergrund und dem Pfaffenstein im Hintergrund
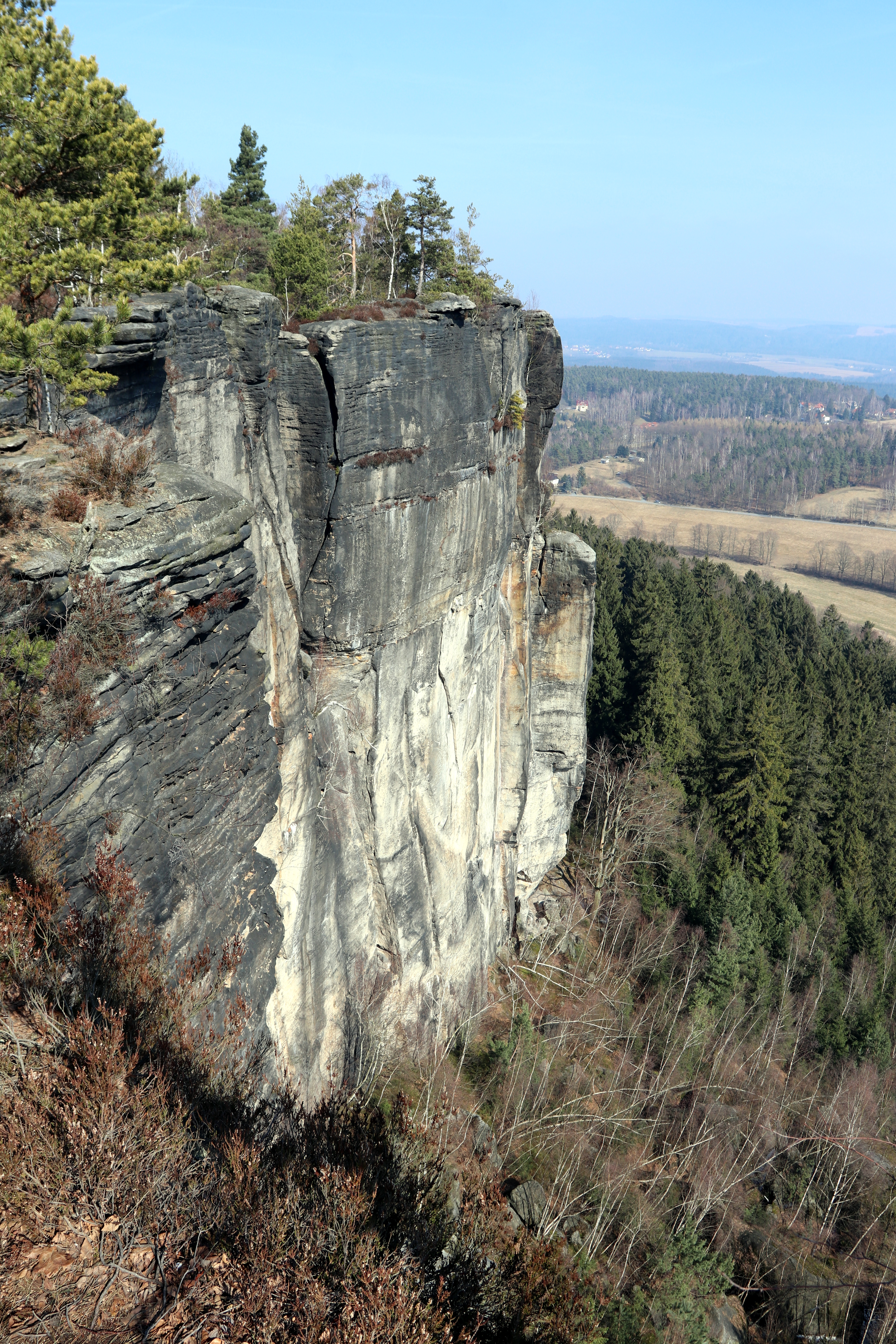
Blick auf die Felskante der 1838 durch einen Felssturz entstandenen Weißen Wand

### Erste touristische Erschließungen im 19. Jahrhundert
Als neuzeitlicher Erschließer des Pfaffensteins erlangte Carl Gottlob Jäckel (1803–1882) Bedeutung. Er galt aufgrund seiner guten Ortskenntnisse als sicherer Fremdenführer. Der Volksmund bezeichnete ihn als „Berggeist vom Pfaffenstein“ oder „Rübezahl vom Pfaffenstein“. Er plante und führte erste Wegausbauten durch und entdeckte die Kuhstallhöhle wieder. Ihm ist ein 1881 am nach ihm benannten Jäckelfels angebrachtes Marmormedaillon mit seinem lebensgroßen Brustbild gewidmet mit der Inschrift „Dem Erschließer und Hüter des Pfaffenstein’s Herrn Karl Gottlob Jäckel gewidmet vom Vaterländ. Gebirgsv. Saxonia den 2. Oktober 1881“.
Auf Initiative Jäckels richtete Carl Gottlieb Kliemann, der Pfaffendorfer Erbgerichtspächter, 1852 eine erste kleine Bewirtungsmöglichkeit in einer Rindenhütte ein. Kliemann legte auch erste Wege zu verschiedenen Aussichtspunkten und merkwürdigen Felsbildungen an.
Von seinem Schwager Kliemann vermutlich aus Eigennutz unterstützt, stellte der in der Nacht zum 27. September 1854 aus dem Gerichtsgefängnis in Königstein entflohene Lithograph und Fälscher Friedrich Eduard Goldschmidt in einer Höhle nahe der Rindenhütte falsche anhalt-dessauische Fünfguldenscheine her. Meist wird angenommen, dabei habe es sich um die nach ihm benannte Goldschmidthöhle gehandelt, möglicherweise versteckte er sich jedoch tatsächlich in der trockeneren Falkenhöhle. Einer weiteren Annahme zufolge war er nur tagsüber in der Höhle und nutzte zur Übernachtung die Hütte seines Schwagers.
Ende November 1854 wurde Goldschmidt in Dresden verhaftet. Ein Gericht verurteilte Goldschmidt, seinen Schwager Kliemann und weitere Komplizen zu Zuchthausstrafen, die Kliemannsche Einkehr wurde daraufhin abgerissen.
In der darauffolgenden Zeit wurde der Berg nach und nach erschlossen. Ein unbekannter Besucher ließ 1863 eine steinerne Bank aus einem Felsen schlagen.
1878/1879 richtete Carl Gottlob Jäckel ungefähr im Verlauf des heutigen Bequemen Aufstiegs einen ersten allgemein begehbaren Aufstieg ein. Um den Besuchern eine Einkehr bieten zu können, errichtete Paul Ulbrich, der Wirt des Pfaffendorfer Gasthofs, 1880 auf erneutes Betreiben Jäckels am Standort der alten Hütte eine neue Sommerwirtschaft. Ein Steingebäude am heutigen Standort des Berggasthofes ersetzte diese im Jahre 1891.

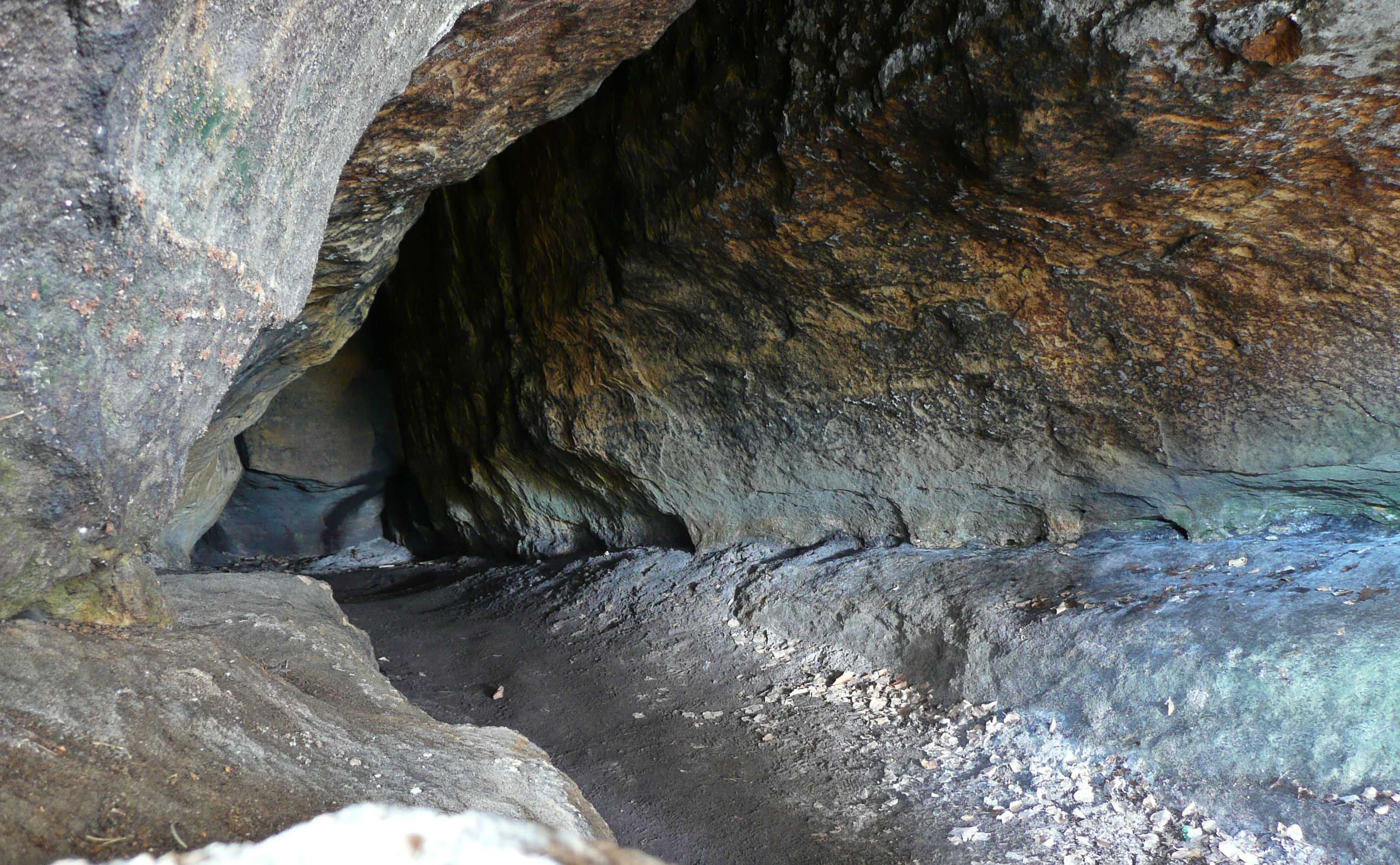
Blick in die Goldschmidthöhle, die um 1854 vermeintlich als Versteck eines Geldfälschers diente
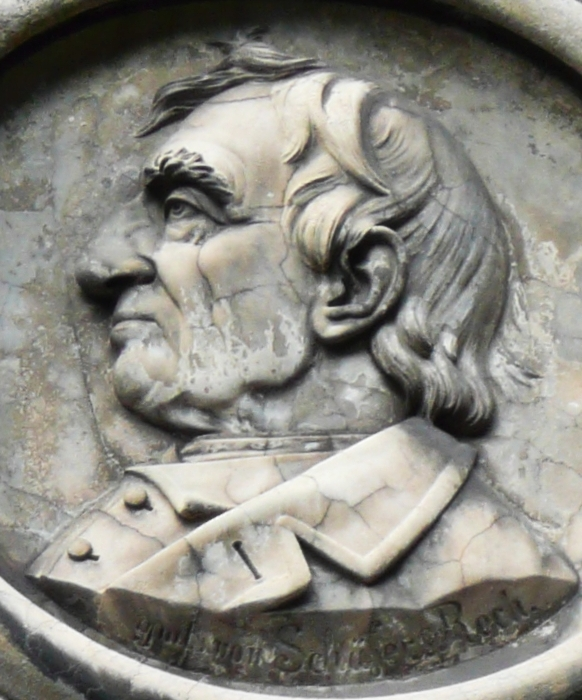
Carl Gottlob Jäckel (1803–1882), touristischer Erschließer des Pfaffensteins (Ausschnitt des Marmormedaillons am Jäckelfels)
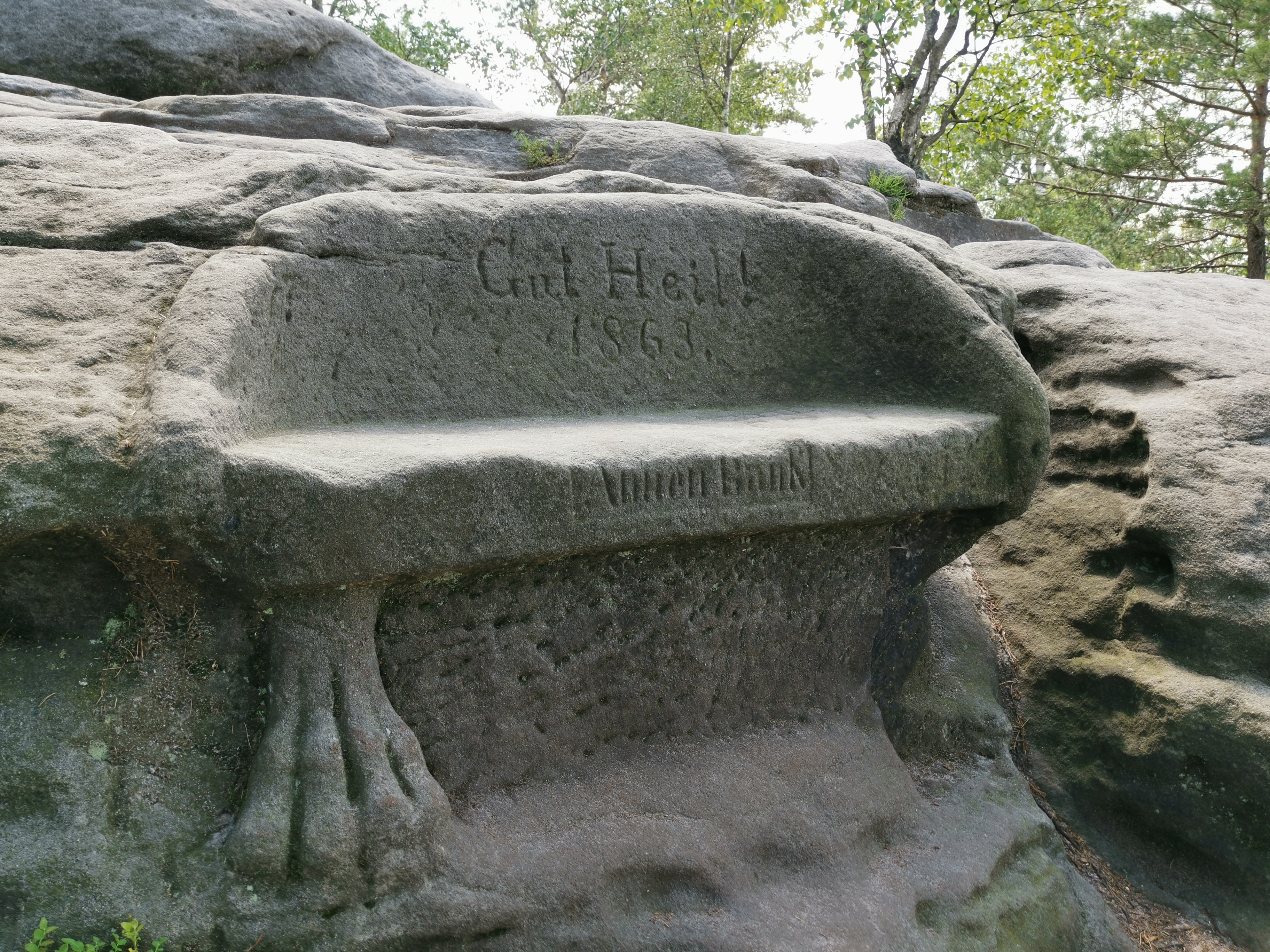
Blick auf die 1863 in den Sandstein geschlagene „Annenbank“ am Weg zum Rittersitz und zum Opferkessel
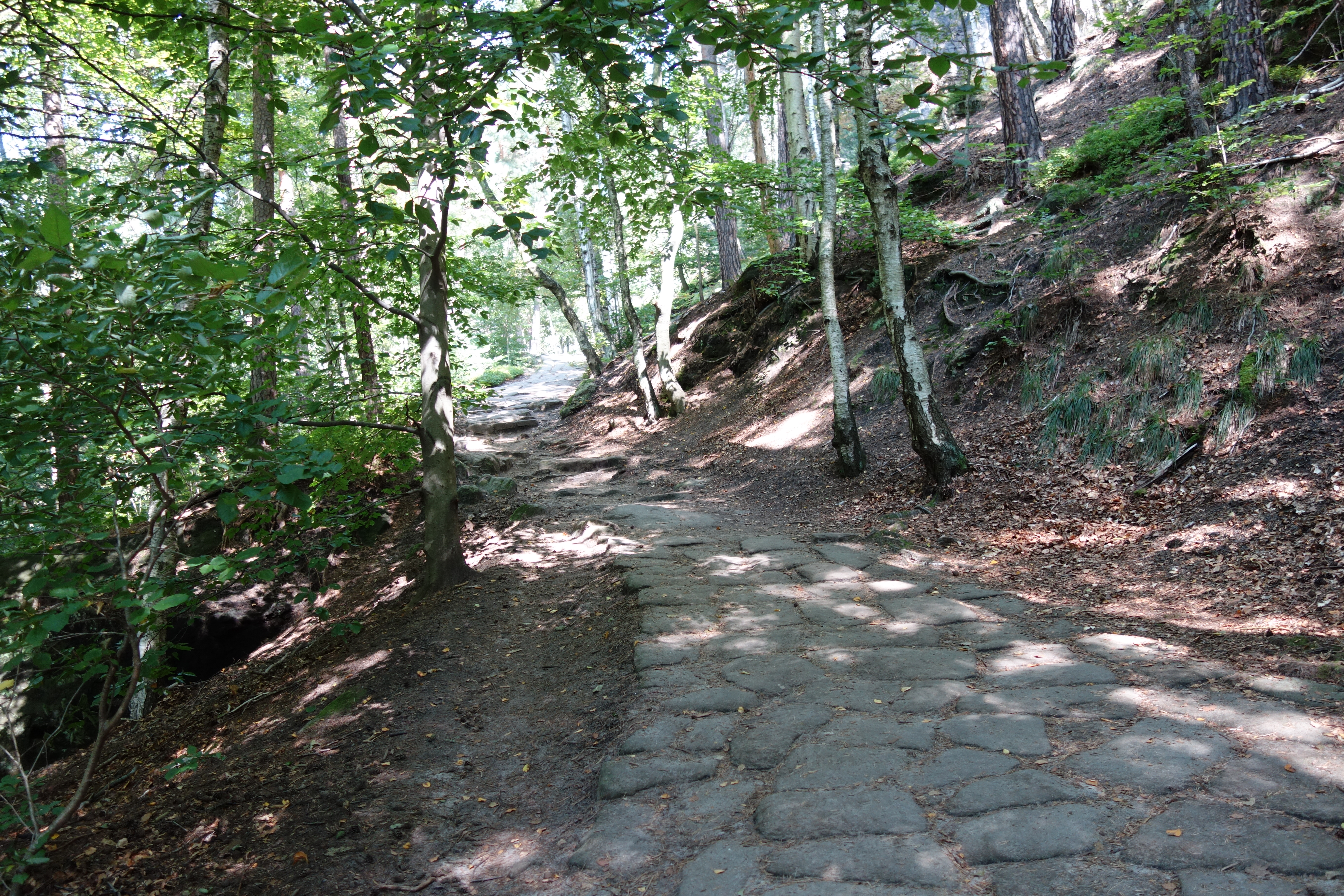
Der untere Teil des abschnittsweise mit Sandsteinplatten befestigten „bequemen Weges“, der 1878/79 als Hauptaufstieg ausgebaut wurde

### Grundlegende Veränderungen um 1900
Die Witwe Ulbrich verkaufte die Gastwirtschaft 1895 an die Familie Keiler, die sie über drei Generationen bis 1990 betrieb. Hermann Keiler erweiterte den Gasthof zwischen 1897 und 1904 bis zur heutigen Gestalt. Da bis 1912 alle Lasten beschwerlich den Berg heraufgetragen werden mussten, entschied man sich zum Bau eines Lastenaufzuges, der noch in Betrieb ist.
Hermann Keiler, der schon drei Parzellen auf dem Berg erworben hatte, schloss zunächst Pachtverträge mit einigen Besitzern der restlichen Bergparzellen ab, um den Besuchern Zugang zu den Felsformationen zu bieten. Schließlich kaufte er mit seinem Sohn aber – soweit möglich – die Landstücke, so dass die Familie schlussendlich elf der zwölf Hektar des Plateaus besaß.
Der erste hölzerne Aussichtsturm wurde am 2. September 1894 eingeweiht und bot einen umfassenden, nicht durch den Wald behinderten Rundblick vom Pfaffenstein. Den Bau finanzierte die verwitwete Frau Ulbrich. Weil der Turm baufällig geworden war, ließ ihn der neue Pächter Hermann Keiler 1904 abreißen und durch einen Neubau aus Sandstein ersetzen. Unter der Leitung des Baumeisters Naumann aus Königstein entstand ab dem Frühjahr der neue Turm. Die benötigten Steine waren bereits während des Winters an Ort und Stelle gebrochen worden, alle anderen Materialien wie Kalk, Dachschiefer, Fenster und Türen mussten mühsam den Berg hinaufgetragen werden. Am 7. August 1904 wurde der 29 Meter hohe Turm von Pfarrer Hoyer aus Königstein geweiht.
Zur besseren Besteigung wurde 1897 das Nadelöhr erschlossen. Auch der Beginn der Erschließung für den Klettersport fällt in diese Zeit, wichtigste Schritte waren die Erstbesteigung des Nordturms 1900 und der Barbarine 1905. Mit dem Klammweg kam 1913 ein weiterer Normalaufstieg auf den Pfaffenstein hinzu. Die Beliebtheit des Pfaffensteins zeigte sich unter anderem darin, dass auch der sächsische König Friedrich August III. den Berg 1915 zusammen mit seinen Töchtern bestieg und in der Bergwirtschaft einkehrte.
Unweit des Berggasthofes errichtete der Bergschützenverein „Falken“ 1924 ein Vereinshaus und unterhalb einen kleinen Schießstand. Die Vereinstätigkeit wurde nach 1945 verboten, die Anlagen verfielen seitdem.

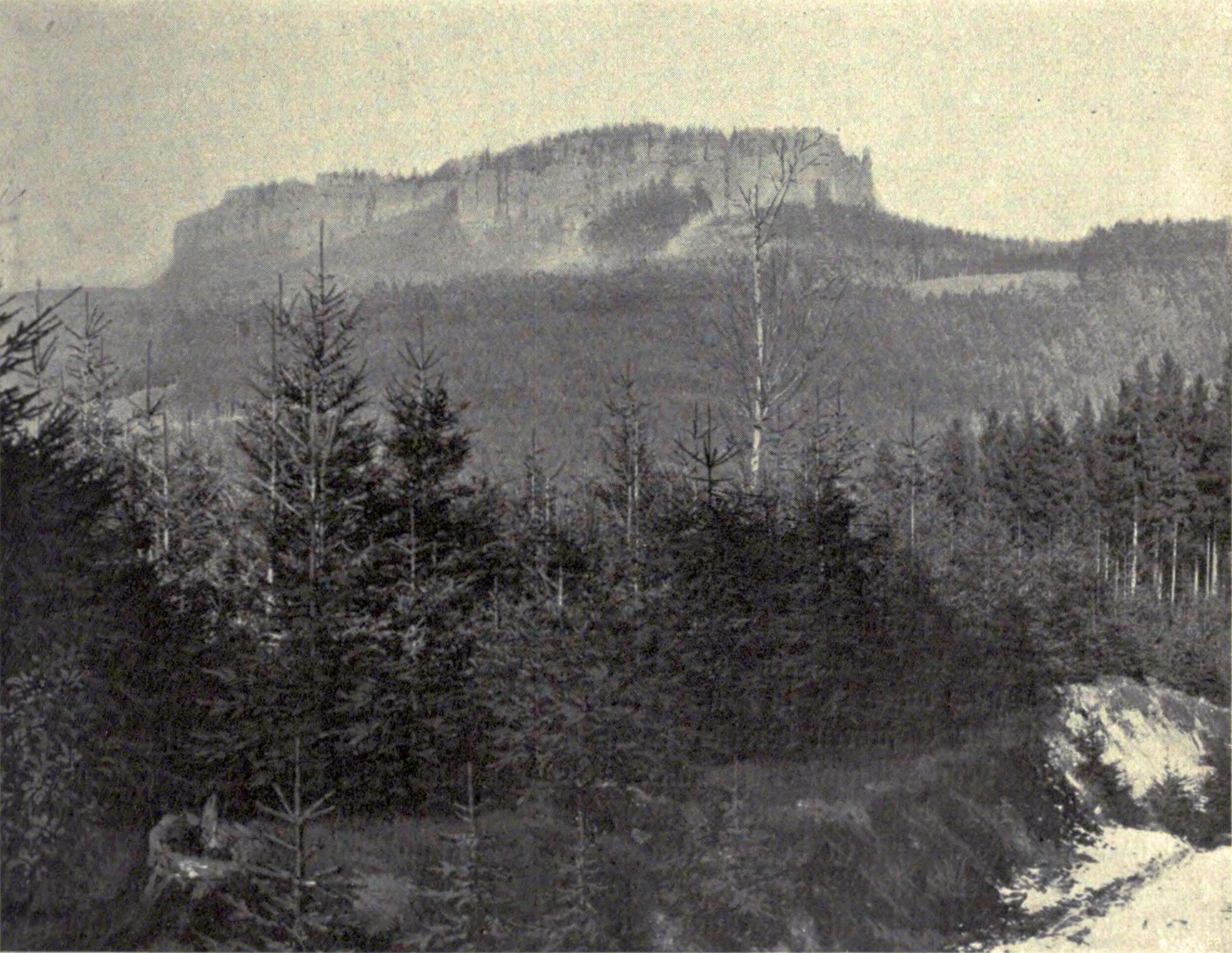
Der Pfaffenstein um 1900
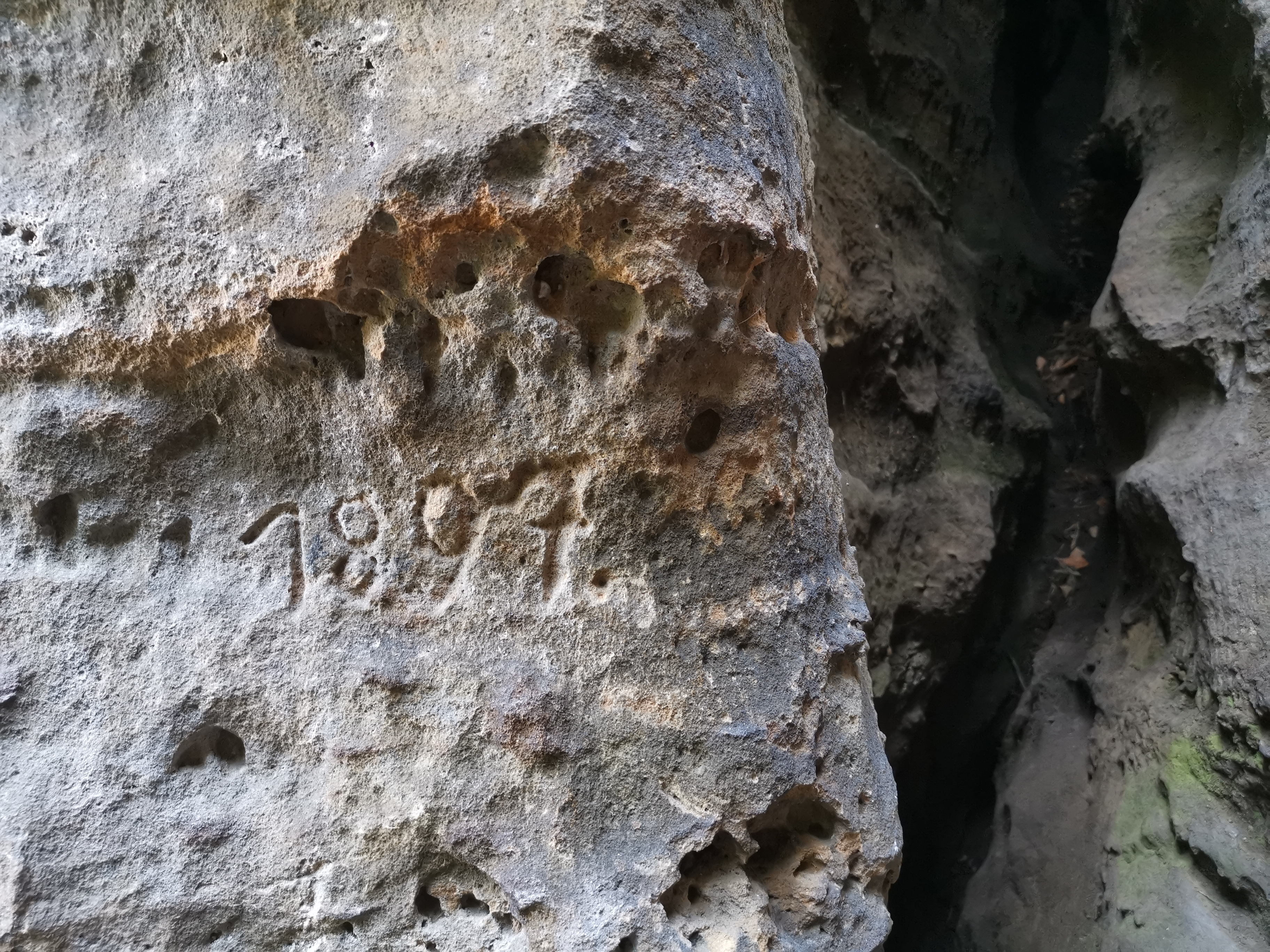
Jahreszahl 1897 am im gleichen Jahr ausgebauten Aufstieg durch das Nadelöhr
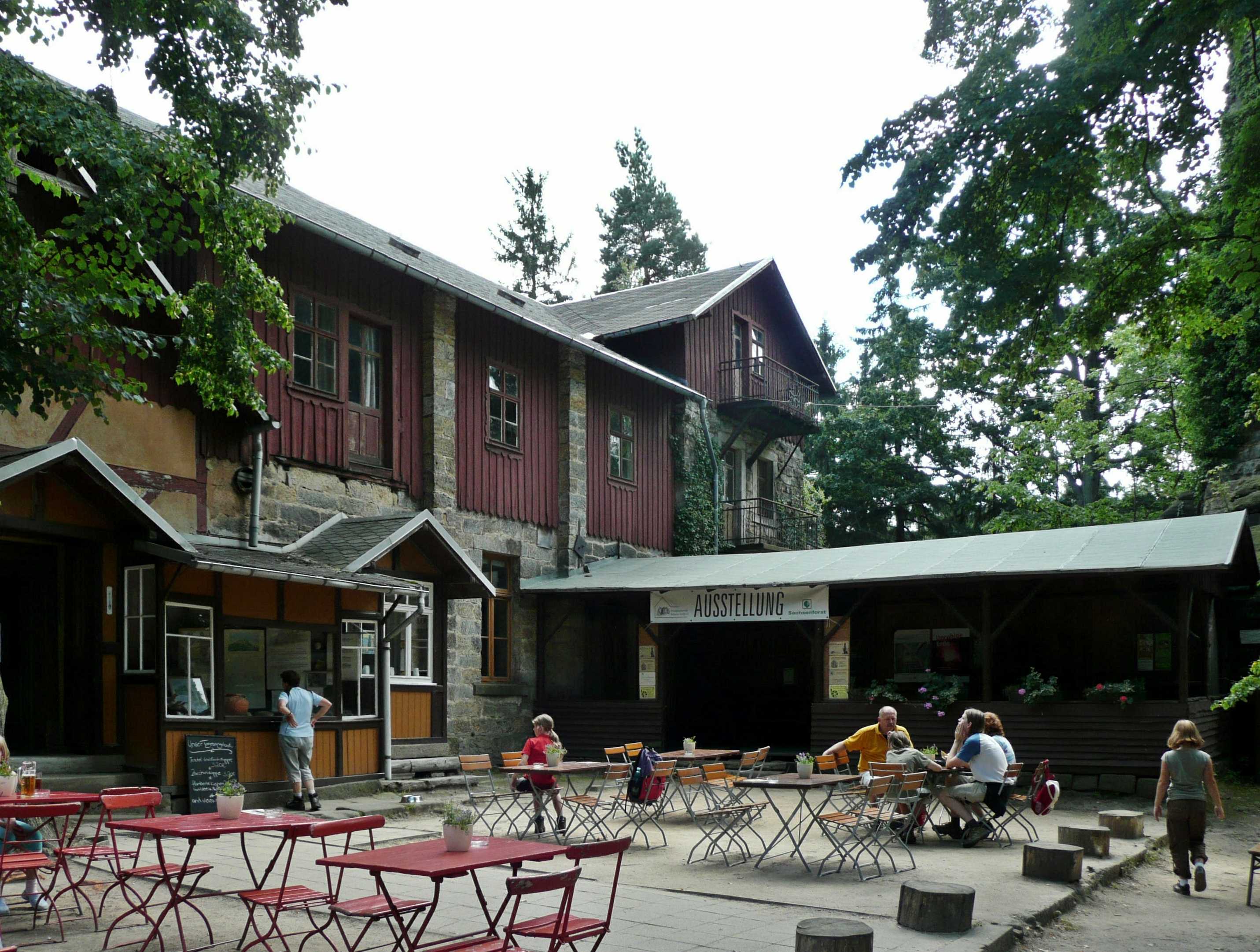
Blick auf den bis 1904 schrittweise ausgebauten Berggasthof
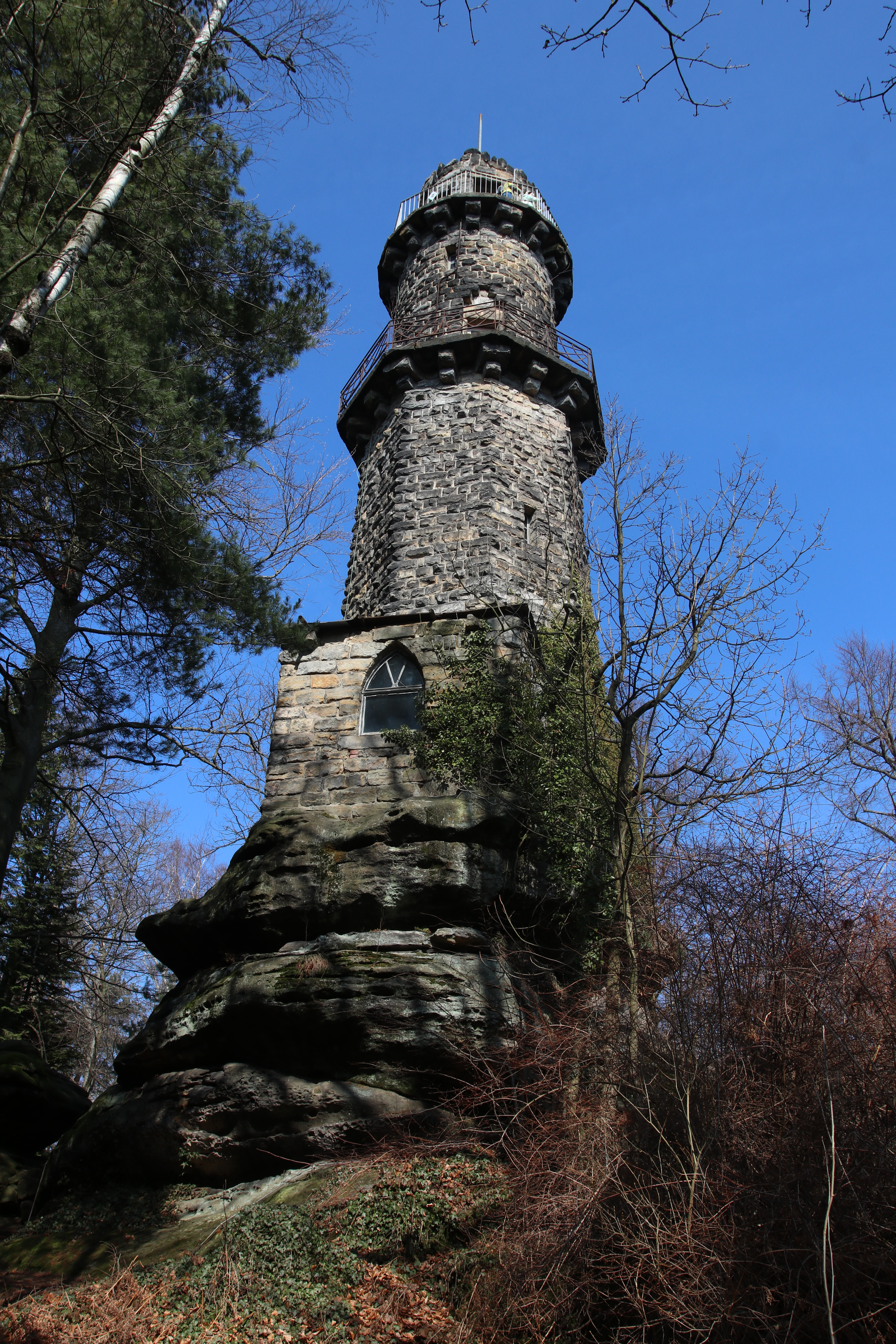
Der 1904 eingeweihte steinerne Aussichtsturm
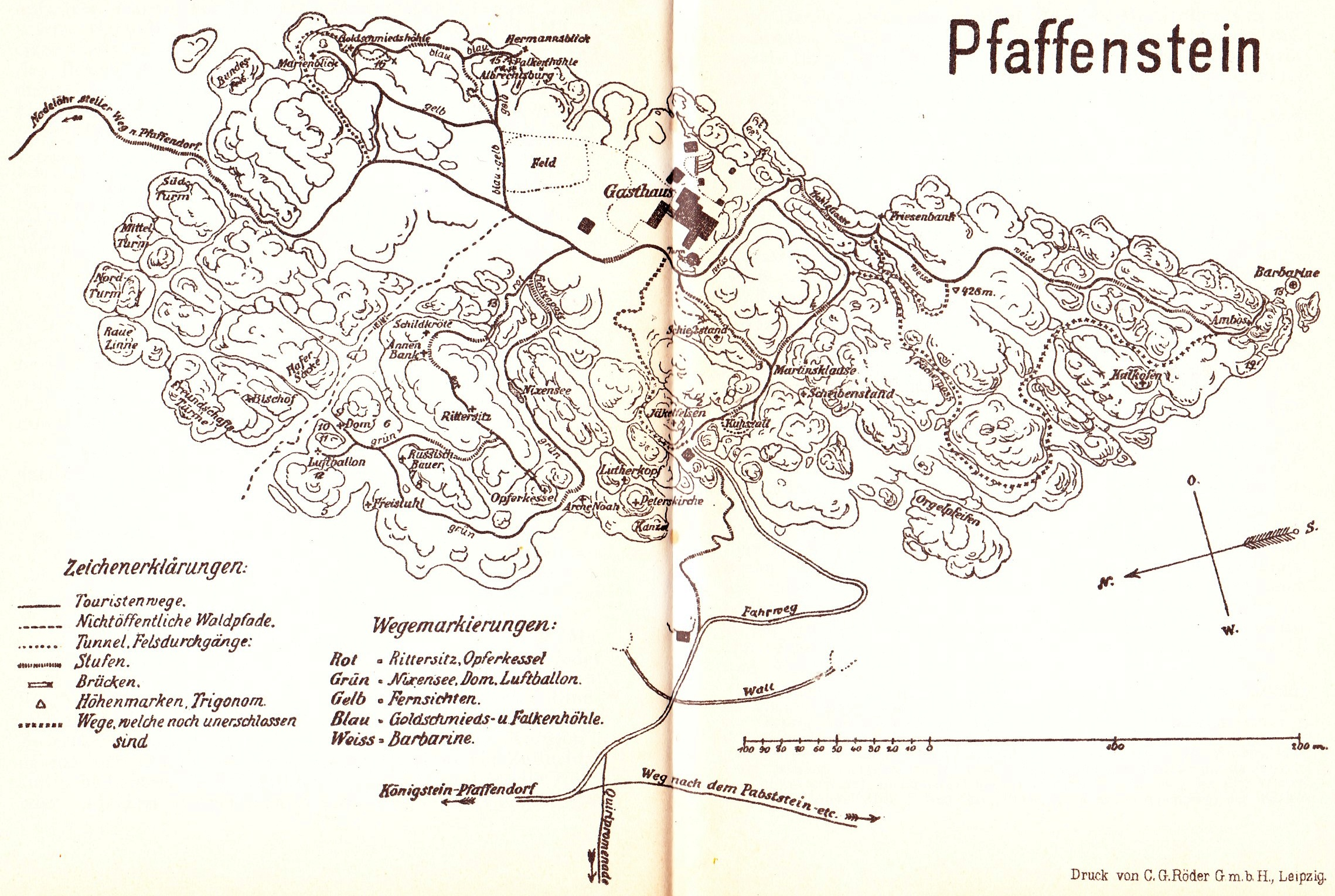
Karte des Pfaffensteins von 1924
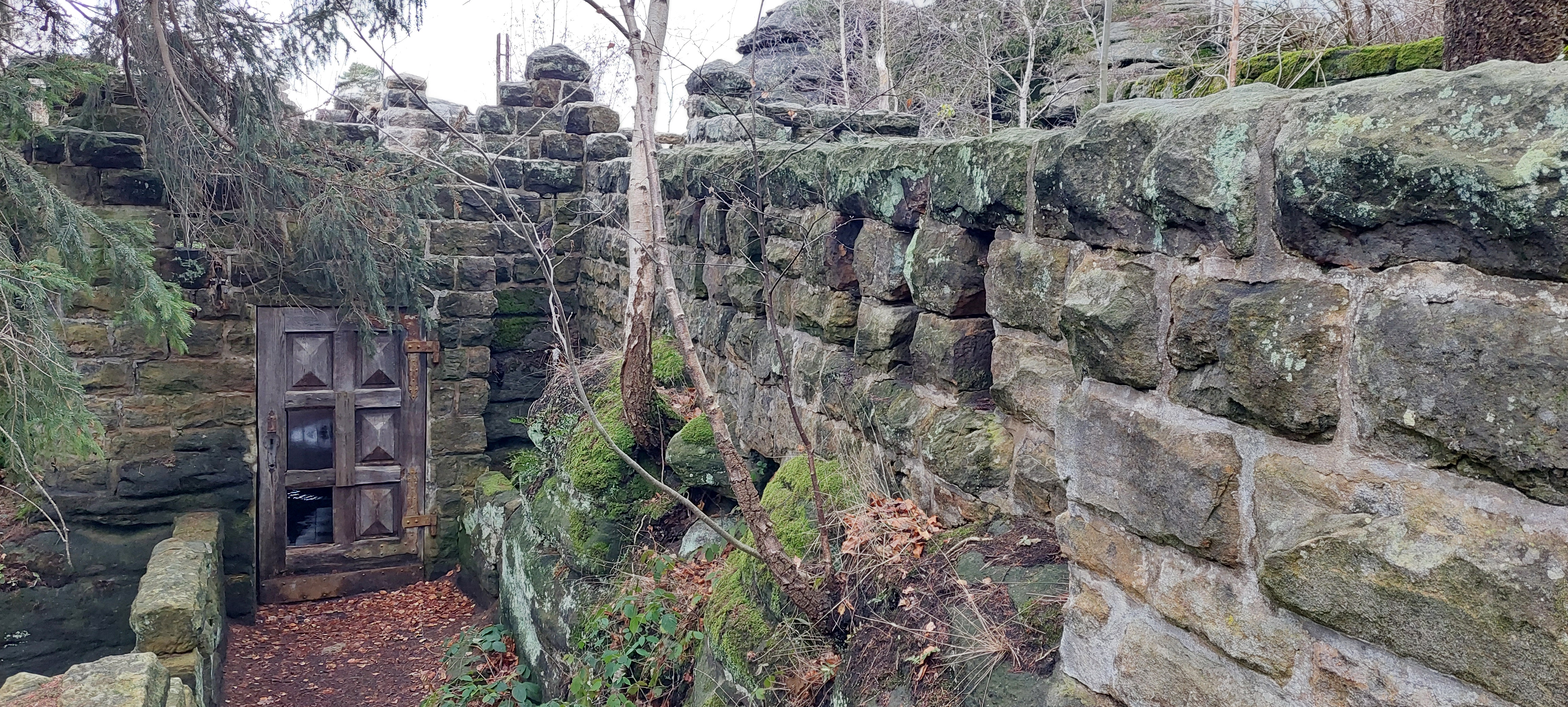
Ruine des ehemaligen Vereinshaues des Bergschützenvereins „Falken“
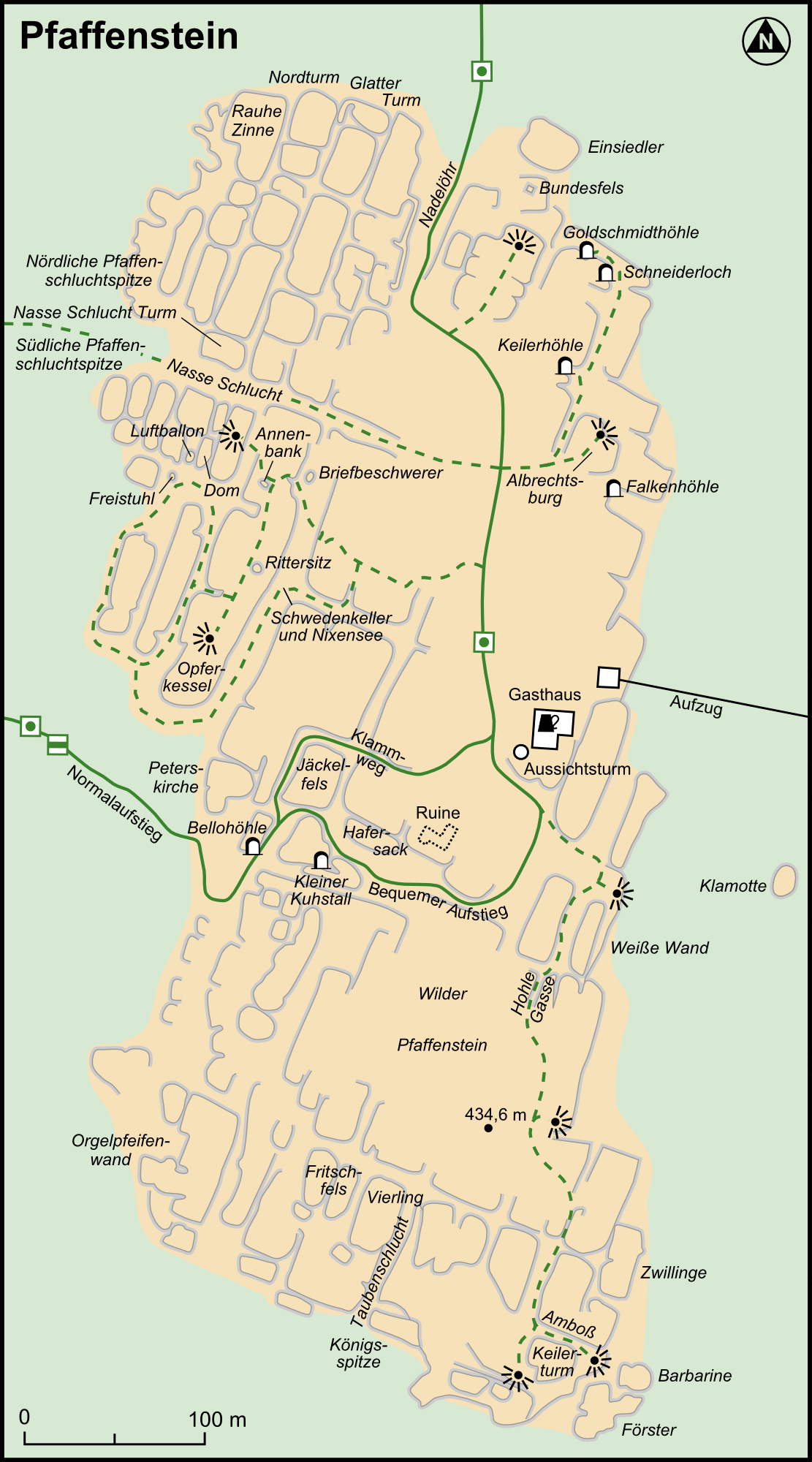
Aktuelle Detailkarte des Pfaffensteins

### 20. Jahrhundert
Nach Beschädigung durch einen Blitzeinschlag 1944 und dadurch entstehender Erosion musste der Kopf der Barbarine mehrmals gesichert werden. Seit 1975 gilt ein Kletterverbot, um den Fels zu retten.
Den Privatbesitz der Familie Keiler auf dem Pfaffenstein erwarb 1992 für 2,9 Millionen DM der Freistaat für die Schutzgemeinschaft Sächsische Schweiz. Auch der Berggasthof ging 1993 in den Besitz der Schutzgemeinschaft über. Der Aussichtsturm eröffnete 1995 nach einer Renovierung neu.
Am 26. Juni 1997 folgte die Ausweitung des bereits 1990 geschaffenen Naturschutzgebietes. Einige touristisch interessante Stellen dürfen seither nur noch in Ausübung des Klettersports betreten werden, der Dom, der Königsgarten, die Nasse Schlucht und einige weitere.

## Geologie

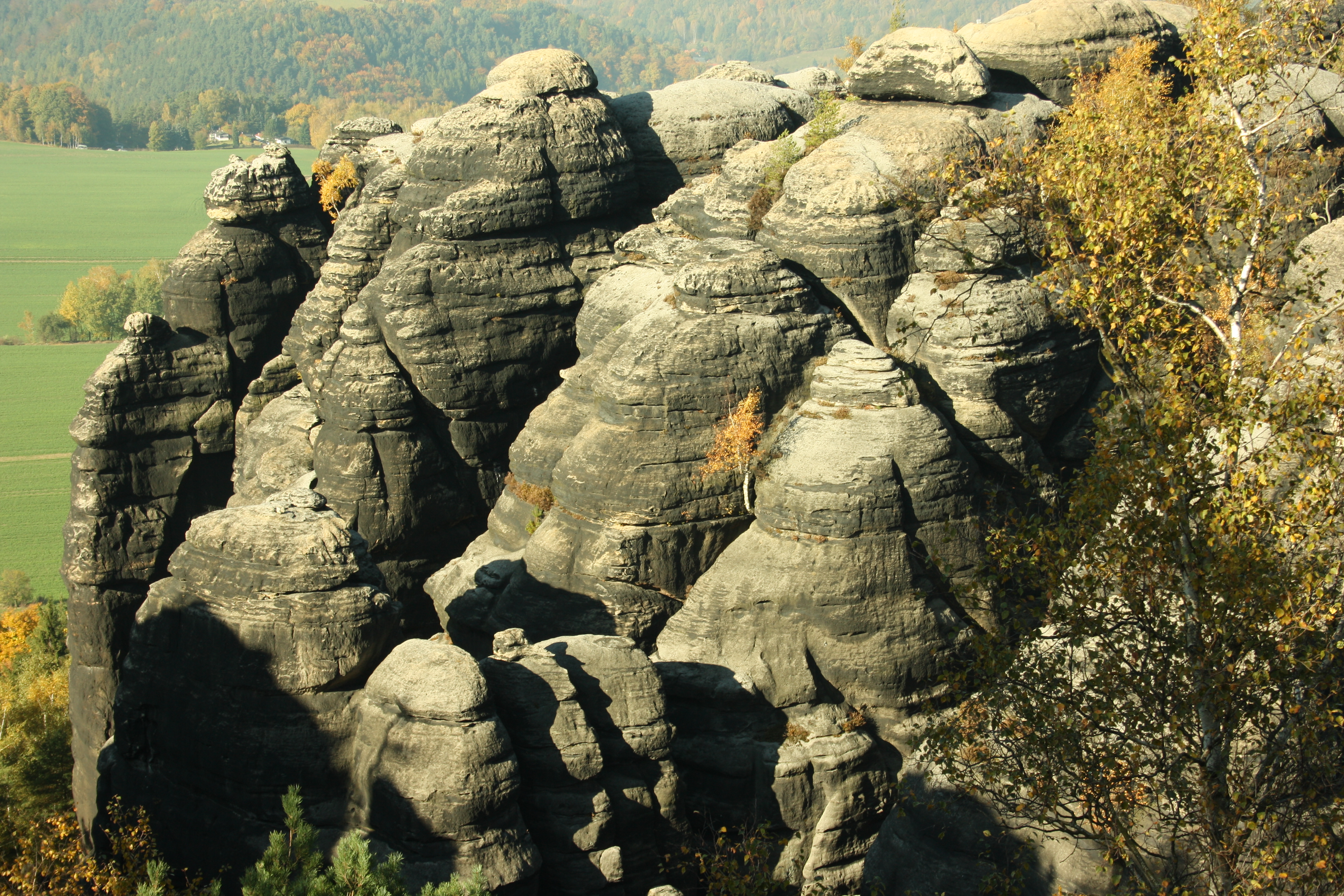
Sandsteinformen an der Westseite des Pfaffensteins

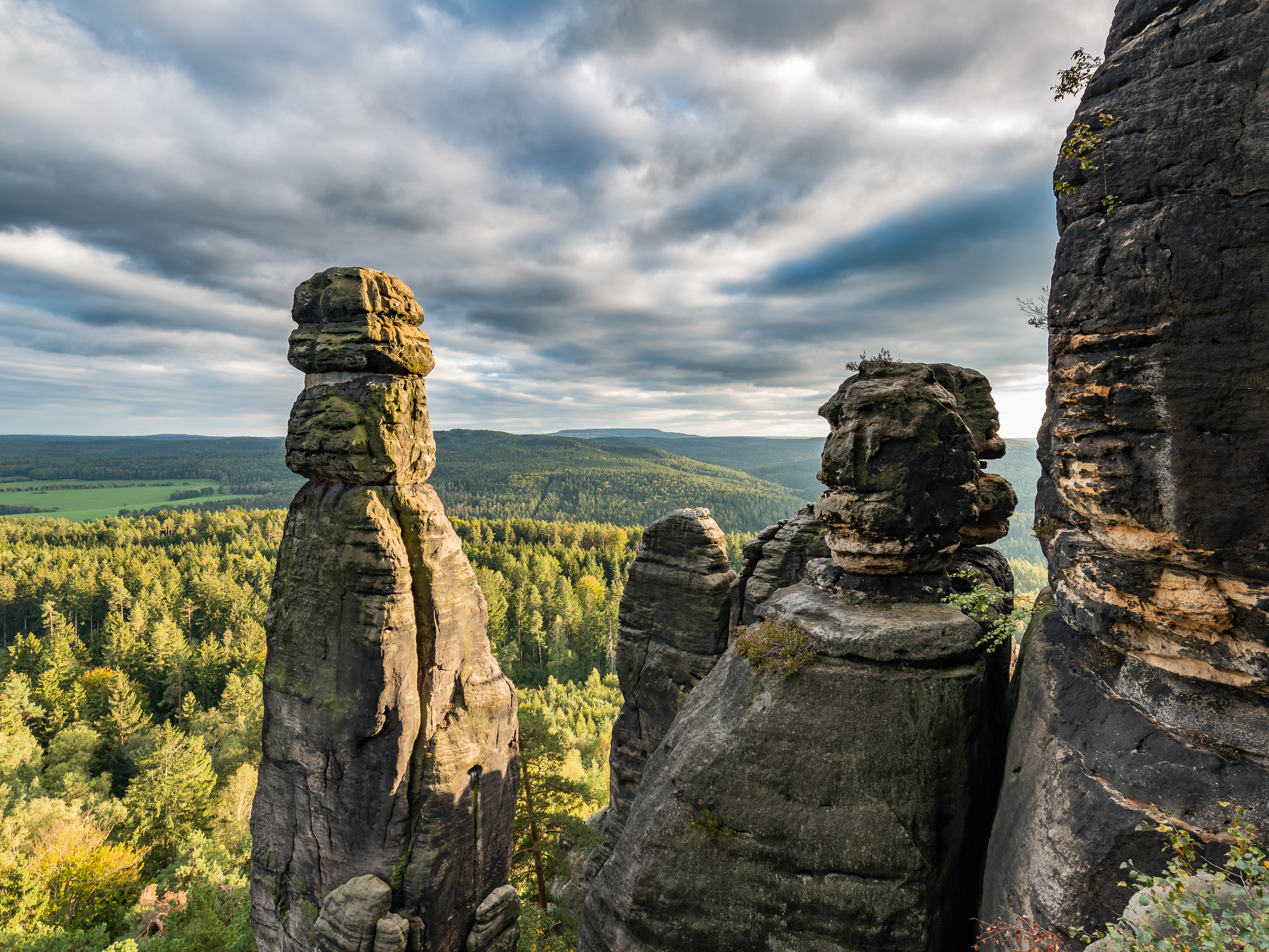
Einzeln stehende Felsnadeln um die Barbarine (linsk) an der Südspitze des Pfaffensteins

Im geologischen Aufbau des Massivs wird zwischen Fußhang und Felskrone unterschieden. Während die Kreidesandsteinstufen des Fußhangs kleinbankig sind und aus dem Mittelturon stammen (Stufen c1/c2), sind die der Felskrone aus dem Oberturon-Coniac großbankiger (Stufen c3, d, e). Im Bereich des Schichtenwechsels befinden sich tiefgreifende Schichtauswitterungen, Bänder, zurückspringende Wandpartien und Höhlen.
Mehrere große Schluchten, etwa die Nasse Schlucht (siehe Karte), zerteilen das Plateau so stark, dass sich mit Wänden, Türmen und Einzelfelsen eine große Vielfalt an Formen gebildet hat. Auffällig sind vor allem die sich fast rechtwinklig schneidenden Klüfte, insbesondere an der Westseite. Sie entstanden durch Druckspannungen der am Nordrand der Sächsischen Schweiz verlaufenden Lausitzer Verwerfung und die Hebung des Erzgebirges, die für eine ganz leichte Neigung der Sandsteinschichten des Pfaffensteins nach Westen gesorgt haben. Dadurch treten die Sickerwässer in den Zwischenräumen und Schichten vor allem nach Westen aus. Sichtbare Folgen sind die stark ausgeprägten Schluchten und die schmale, aber auffällige Terrasse an der Westseite. Auf der Ostseite entstanden unterhalb des Plateaus verschiedene Klufthöhlen. Am Wandfuß führten die Verwitterungsprozesse zur Bildung des auffälligen, rund um den Berg reichenden Fußhangs mit teilweise sehr großen Felsbrocken und Verwitterungsschutt. An der Ostseite sind noch die Folgen des letzten großen Bergsturzes sichtbar, bei dem am 3. Oktober 1838 die Weiße Wand an der Ostseite entstand. Das ausgedehnte Blocktrümmerfeld unterhalb der Wand ist inzwischen fast vollständig bewachsen und kaum mehr erkennbar.
Bedingt durch die Wasserundurchlässigkeit zweier eiszeitlicher, 1,5 Meter mächtiger Lösslehmschichten entstanden Wasseransammlungen wie der Nixensee oder der Schwarze See. Die Verfügbarkeit von Wasser trug zur frühneuzeitlichen Besiedelung bei.

### Höhlen
Am Pfaffenstein befindet sich rund ein Dutzend Schichtfugen-, Kluft- und Trümmerhöhlen. Die Schichtfugenhöhlen liegen vor allem auf der Ostseite des Berges in dem etwa 15 Meter unterhalb des Plateaus verlaufenden Schichtfugenband. Dort befindet sich auch die bekannteste Höhle des Pfaffensteins, die nach dem Geldfälscher benannte Goldschmidthöhle. Sie ist eine Kluft- und Schichtfugenhöhle und ragt gut zehn Meter in den Fels hinein. Die Goldschmidthöhle ist eine der bekanntesten Sehenswürdigkeiten des Berges. Auf dem gleichen Fugenband liegt die Falkenhöhle. Einige kleinere Schichtfugenhöhlen befinden sich oberhalb des Fußhangs an der Nordseite des Pfaffensteins. Eine weitere besuchbare Höhle ist der Kleine Kuhstall, eine nach zwei Seiten offene Trümmerhöhle an der Westseite.
Die größte Höhle am Pfaffenstein ist die um 1910 entdeckte Bellohöhle. Sie wurde nach dem Hund des damaligen Bergwirts Richard Keiler benannt. Der Hund war in die Höhle gestürzt und trug somit zu ihrer Entdeckung bei. Diese über 20 Meter lange Trümmerhöhle hat ihr Mundloch unterhalb des Jäckelfelsens, sie ist allerdings wegen der teilweise sehr engen Kriechgänge nicht touristisch erschlossen.
Insgesamt hat man seit 1962 unter Leitung der Höhlenforschergruppe Dresden am Pfaffenstein bisher 16 Höhlen in das Sächsische Höhlenkataster aufgenommen.

### Böden
Am und auf dem Pfaffenstein handelt es sich zumeist um Felshumusböden, Ranker und Podsole mit geringer Tiefe. Auf Blockschutt hat sich Skeletthumusboden gebildet. In Mulden und Rinnen sind Kolluvisole zu finden. Über den Resten des Pleistozäns findet man Pseudogley-Parabraunerden bis Parabraunerde-Pseudogleye aus Kies beinhaltendem Lehmschluff.

## Flora und Fauna

### Flora

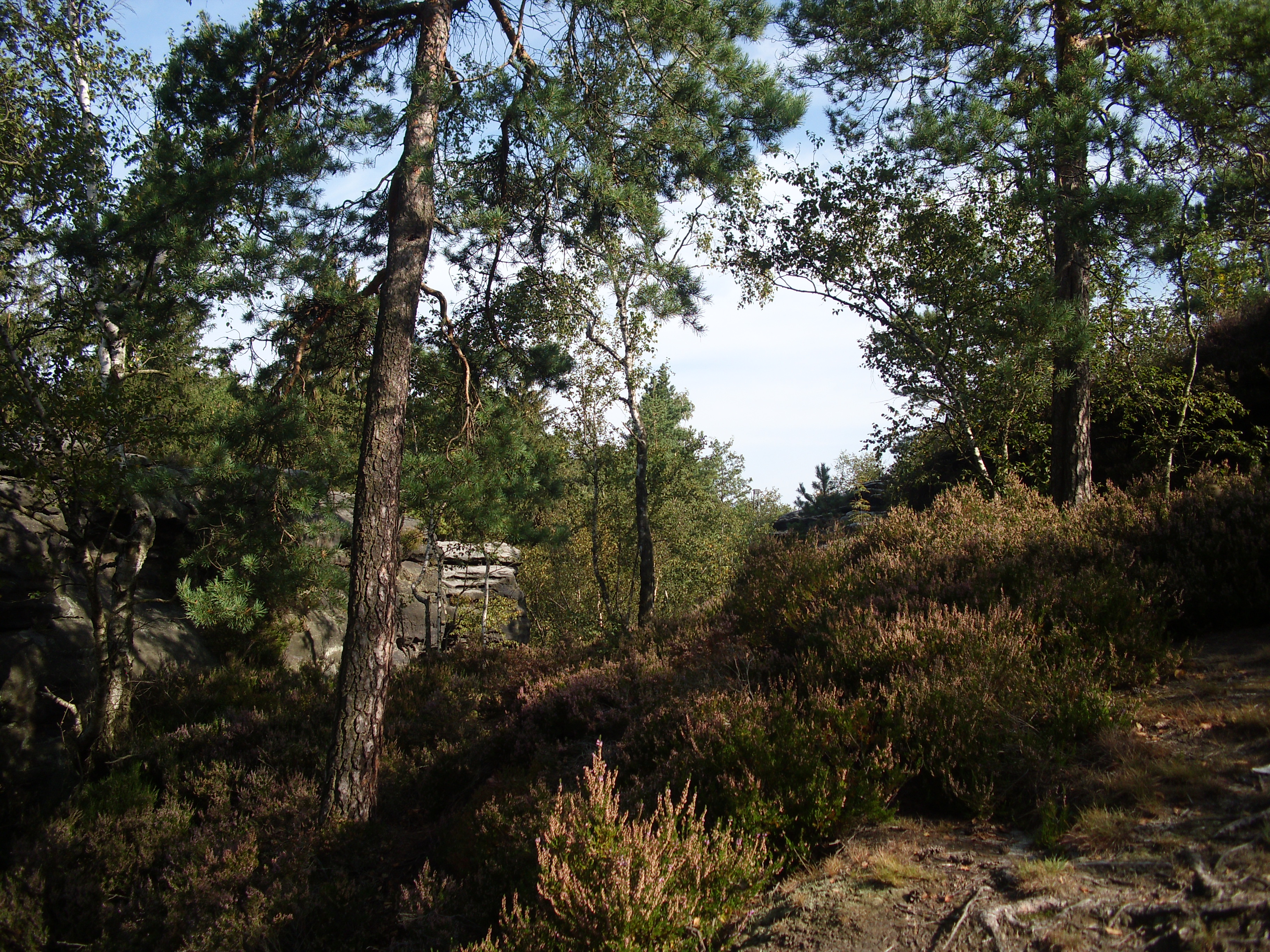
Heidekrautreicher Kiefernwald im Süden des Pfaffensteins

Im Allgemeinen entspricht die Vegetation der des Elbsandsteingebirges. Vielseitige Strukturen wie exponierte Felsen und feuchte Schluchten bilden einen vielfältigen kleinen Lebensraum.
An sonnenreichen und mit wenig Feinerde versehenen Orten wachsen nur wenige, dem Standort angepasste Pflanzen, wie Flechten und Moose. An abgelegenen Stellen hingegen, vor allem in Schluchten, bilden sich Wasserreservoire mit viel Feinerde und einer vielseitigen Vegetation.
Der Baumbestand am Hangfuß und am Schuttkegel ist von menschlicher Nutzung geprägt. Vor allem an der Ost- und der Südwestseite herrschen Fichtenbestände (ca. 30 Prozent) vor, die jedoch als naturnaher Wald zurückgeführt werden sollen. An der Nord- und der Westseite kommt noch die natürliche Vegetation mit Eichen und Buchen vor. Auf dem Felsen selbst gedeihen vor allem Birken und Eichen, vereinzelt auch Rotbuchen. An den Felssohlen und -kanten ist ein Wechsel zum Kiefernriffwald zu beobachten.
Typische Vertreter der Bodenvegetation sind das Säure anzeigende Heidekraut, die Heidelbeere, die Preiselbeere und die Draht-Schmiele.

### Fauna
Als Vertreter der Vogelwelt auf dem Pfaffenstein sind neben Bewohnern von Laub- und Nadelwäldern vor allem typische Felsenbewohner zu finden. Vor dem Zweiten Weltkrieg galt der Pfaffenstein als das bekannteste Brutrevier des Wanderfalken im Elbsandstein, aber schon bald nach dem Krieg verschwand der Wanderfalke vom Berg, in der Sächsischen Schweiz starb der Wanderfalke bis 1972 vollständig aus. Im Zuge der Wiederansiedlung des Wanderfalken ab 1989 brüteten die Vögel erstmals 1993 wieder in den Felswänden des Pfaffensteins. Seither ist jedes Jahr mindestens ein Paar zu finden und horstet vor allem in den Abbruchwänden auf der Südostseite. Häufiger als der Wanderfalke ist der Turmfalke, dessen Bestände von etwa acht bis zehn Paaren Mitte der 1990er Jahre allerdings etwas zurückgegangen sind. Seit 1990 brüten auch wieder Kolkraben am Pfaffenstein. Im Jahr 2015 wurde erstmals ein Horst eines Uhupärchens am Pfaffenstein im Bereich der Klettergipfel Bilch und Einsamer Ritter an der Nassen Schlucht entdeckt. Weitere Felsenbrüter in den Wänden des Bergs sind Waldkauz, Raufußkauz und Hohltaube. Im Wald des Plateaus gibt es eine Vielzahl an Brutvögeln, so etwa verschiedene Spechtarten wie der Schwarzspecht. Darüber hinaus treten kleinere Singvögel wie etwa Kleiber, Hausrotschwanz oder Gartenrotschwanz auf. Bisher wurden rund 30 Arten von Singvögeln nachgewiesen.
Bei den Säugetieren sind ebenfalls viele an das Leben im Fels angepasste Arten zu finden, so etwa verschiedene Fledermausarten, die die Schluchten als Schlafplatz benutzen. Ein ehemaliger Bewohner des Pfaffensteins ist der Gartenschläfer, der bis in die 1960er Jahre sehr häufig zu finden war. Er ist aus noch weitgehend unbekannten Gründen völlig verschwunden, die letzten Gartenschläfer wurden in der Sächsischen Schweiz 2007 gesichtet. Sehr häufig in den Felsen ist dagegen der etwas größere Siebenschläfer zu finden. Weitere Nagetiere auf dem Pfaffenstein sind diverse Mäusearten (Brandmaus, Gelbhalsmaus, Waldmaus, Schermaus, Feldmaus, Erdmaus, Rötelmaus) und Eichhörnchen. Es gibt auch Vorkommen von Spitzmäusen (Waldspitzmaus, Zwergspitzmaus, Gartenspitzmaus) und Maulwürfen, letztere haben sich sogar das Plateau erobert. Weitere Säugetiere auf dem Pfaffenstein sind Feldhase, Reh, Steinmarder, Dachs und Fuchs.
Lurche und Kriechtiere sind eher selten auf dem Pfaffenstein zu beobachten. An Lurchen wurden bislang gelegentlich Grasfrosch und Erdkröte gefunden. Die Reptilien sind durch kleinere Vorkommen an Waldeidechsen, Zauneidechsen, Kreuzottern und Ringelnattern vertreten, am häufigsten zu finden sind Blindschleichen.

## Tourismus und Sport

### Aufstiege
Zum Plateau des Pfaffensteins führen drei Aufstiege:
- Der Bequeme Weg ist der wohl älteste Auf- und Abstieg. An der Westseite führt er rechts am Jäckelfels vorbei und dann in verschlungenen Pfaden und einigen Stufen durch eine feuchte bewachsene Schlucht weiter auf den Berg.[33]
- Der 1913 erschlossene Klammweg führt westlich und nördlich am Jäckelfels vorbei. Der Weg nutzt mehrere Felsspalten, die teilweise mittels eines Steges überbrückt wurden. Die in den 1960er Jahren eingebauten Stahlträger des Steges wurden 2022 komplett erneuert. Die Kosten dafür beliefen sich auf ca. 40.000 €.[34] Der Klammweg endet unmittelbar gegenüber des Berggasthofes und des Aussichtsturmes. Markantester Felsen ist das Fallbeil, ein beim Herabstürzen in der Klamm stecken gebliebener Felsen.[18]
- Von Norden erreicht man das Plateau am schnellsten über das Nadelöhr. Der Pfad besteht aus rund 570 ungleichmäßig hohen Stufen und ist in seinem oberen Abschnitt so eng, dass keine zwei Personen nebeneinander Platz finden. Auch ist der 1897 erschlossene Pfad gegen Ende so steil, dass der Aufstieg auf festinstallierten Eisenleitern erfolgen muss. Dabei durchsteigt man ein horizontales, recht enges Felsloch.[35]

Weitere Aufstiege sind nicht mehr nutzbar oder nur noch als Kletterzugang freigegeben. Dazu zählen u. a. die Wirtsstiege und die Nasse Schlucht. Die sogenannte Wirt(schaft)sstiege an der Ostseite des Felsens in der Nähe des Lastenaufzugs besteht aus Stahlbügeln an einer Felswand und diente früher den Wirtsleuten als schneller Auf- und Abstieg. Inzwischen wurde ein Teil der Stahlbügel entfernt und es besteht Absturzgefahr. In den Stein gehauene Stufen und eine Mauer zeugen noch vom Aufstieg durch die Nasse Schlucht auf der Westseite des Pfaffensteins. Der Aufstieg wurde seit etwa 1900 nach Fertigstellung des Nadelöhrs nicht mehr unterhalten und ist nur noch als Kletterzugang, d. h. als Zugang zu verschiedenen Kletterfelsen benutzbar. Das Gleiche betrifft die Taubenlochschlucht und den Aufgang an der Orgelpfeifenwand im südlichen bzw. südwestlichen Bereich des Pfaffensteins.

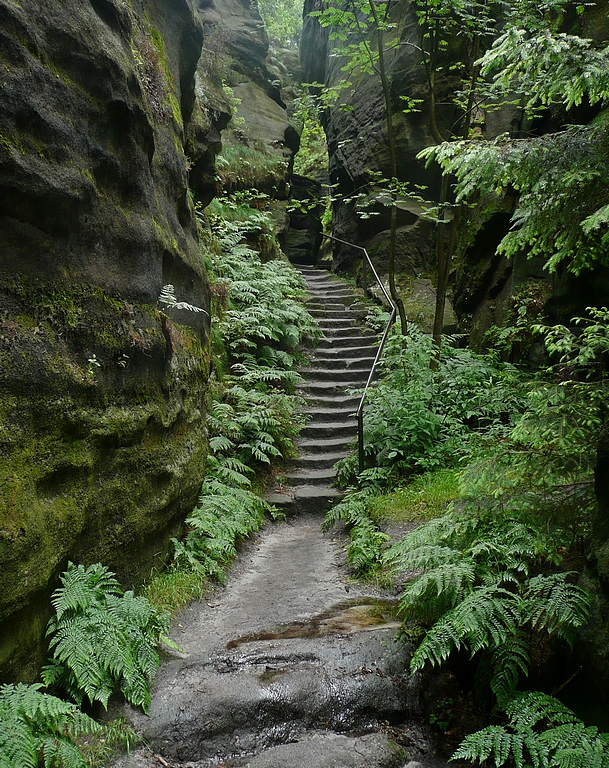
Der bequeme Aufstieg
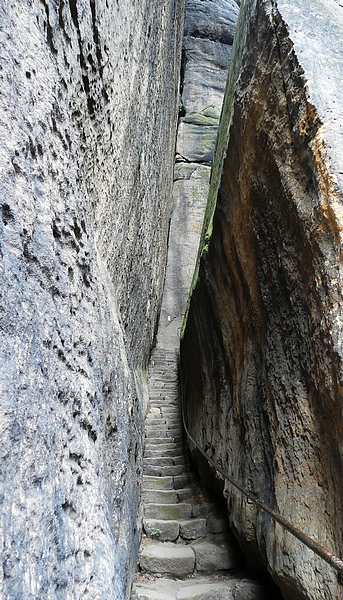
Einstieg zum Klammweg am Jäckelfelsen
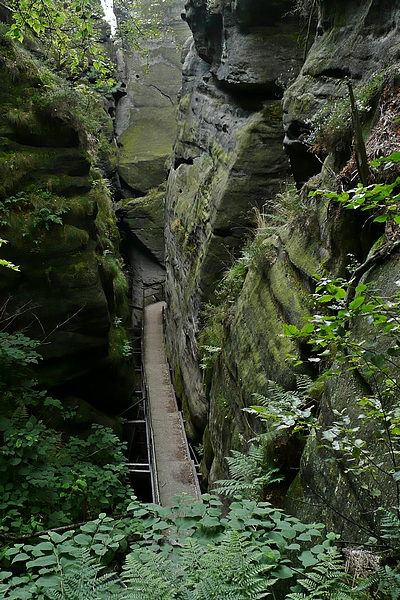
Steg mit Betonplatten im Klammweg
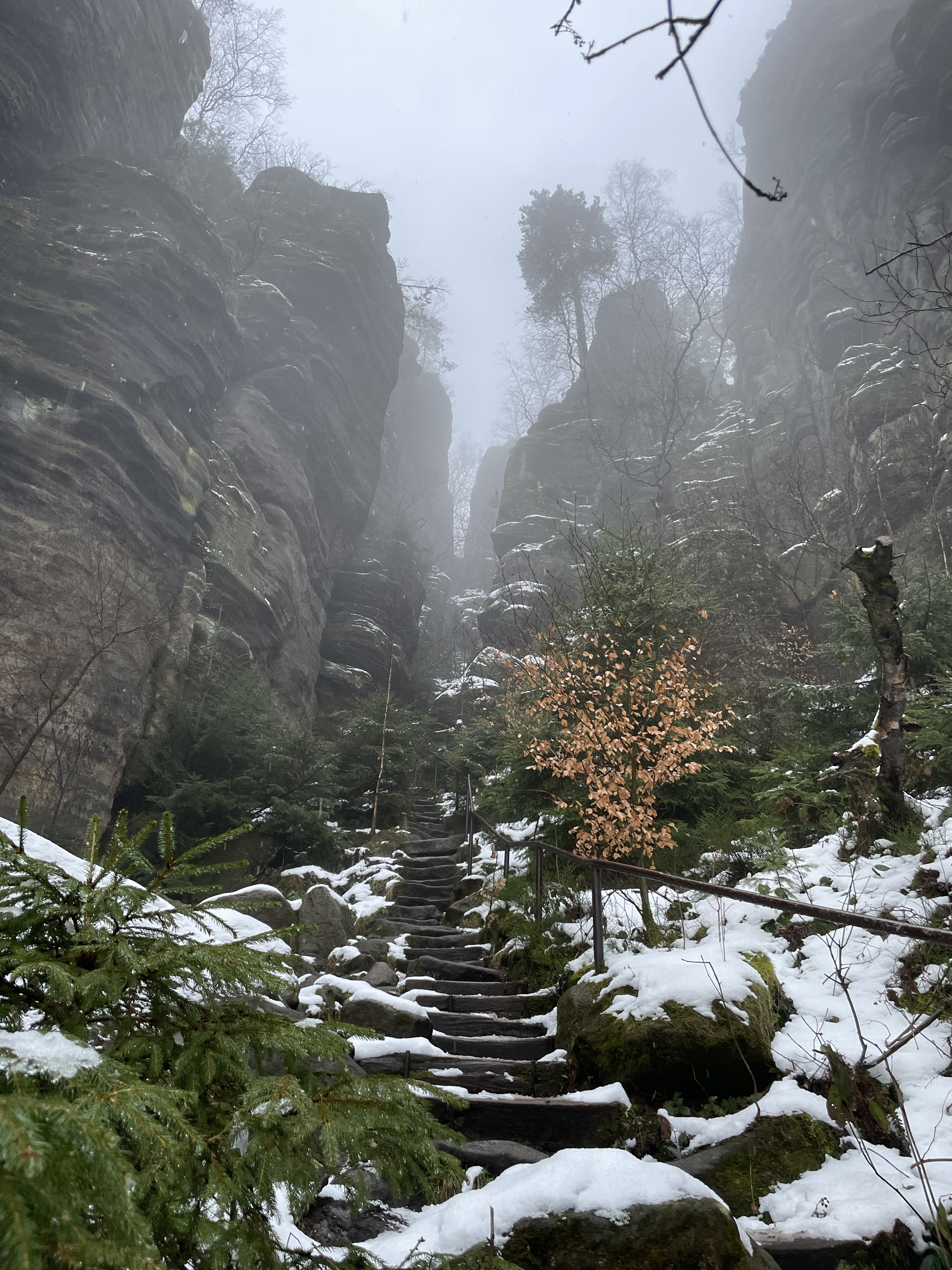
Nördlicher Aufstieg durch das Nadelöhr im Frühling
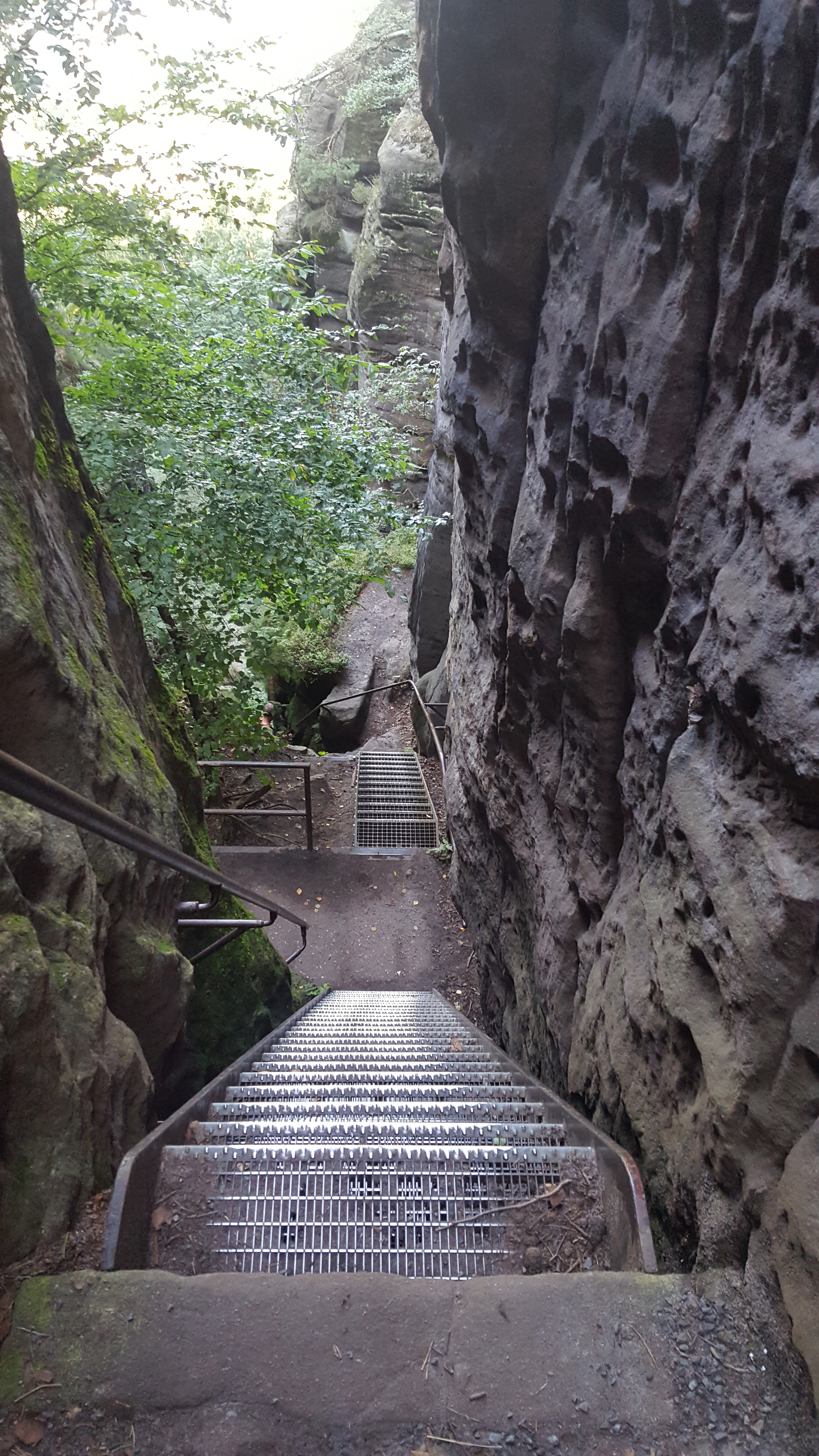
Passage im nördlichen Aufstieg
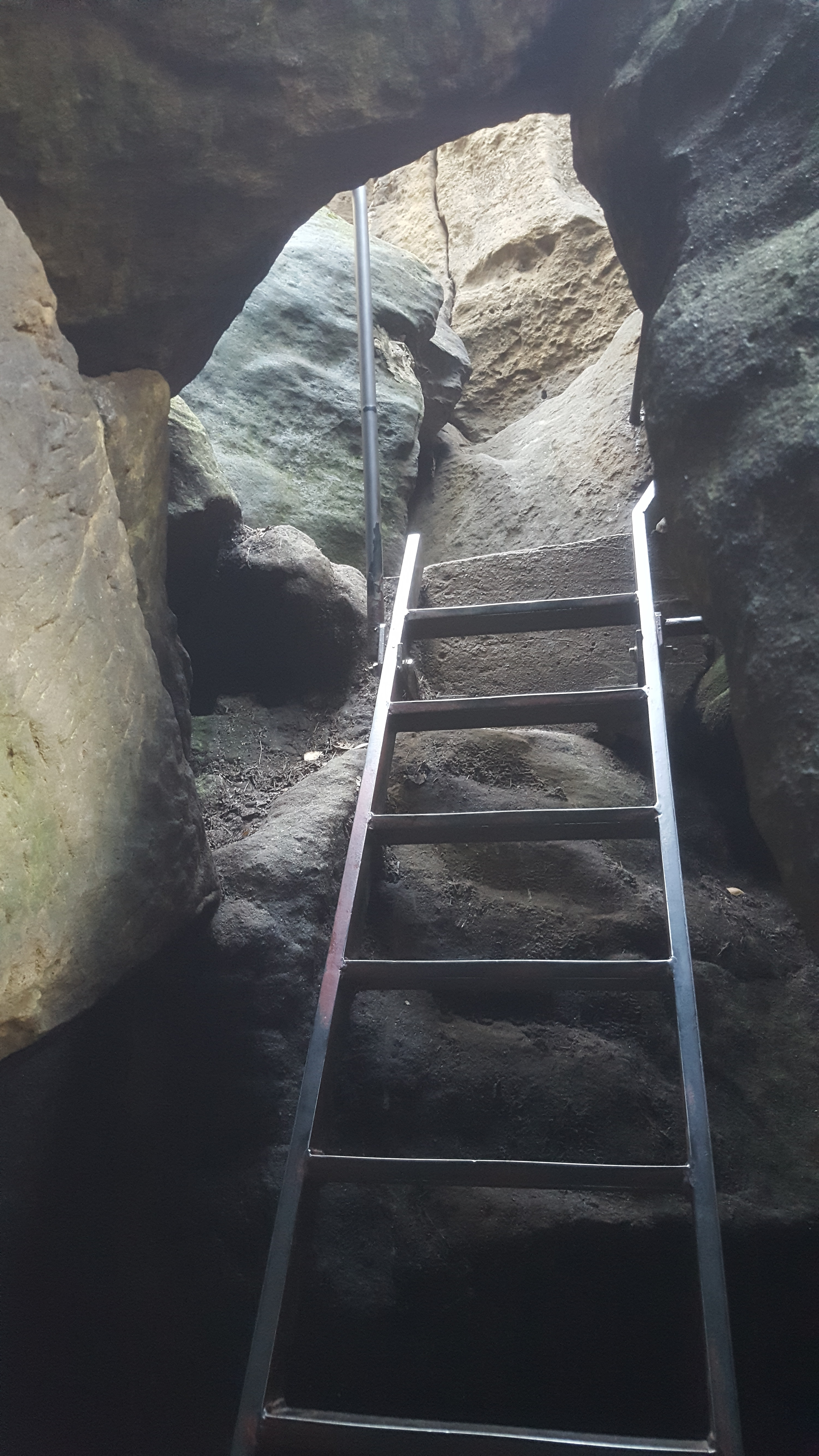
Das namensgebende „Nadelöhr“ im nördlichen Aufstieg

### Sehenswürdigkeiten
Am Berg befinden sich mehrere Aussichtspunkte, vor allem an der Kante des Felsplateaus. Gegenüber der dem Pfaffenstein vorgelagerten Barbarine liegt die Barbarinen-Aussicht. Sie bietet den Blick auf die Barbarine und weitere Tafelberge der Sächsischen Schweiz, den Gohrisch, den Papststein und die Zschirnsteine, bei guter Sicht ist auch der Hohe Schneeberg erkennbar. Die Südaussicht bietet die Sicht auf die Zschirnsteine und als große Terrasse eine Möglichkeit zum Ausruhen. Am Opferstein hat man einen weiten Blick nach Westen.
Weitere Aussichtspunkte sind der Marienblick, oberhalb der Weißen Wand und die Albrechtsburg.
Der Jäckelfels, auch Jäckelfelsen, ist ein Felsen im Westen des Pfaffensteins, wo der Klammweg vom Bequemen Weg abzweigt. Dort befindet sich ein kleiner Platz mit dem Bronzemedaillon und der Gedenktafel für Carl Gottlob Jäckel. Die meisten der Höhlen am Pfaffenstein sind nicht ohne Kletterausrüstung zugänglich, lediglich die Goldschmidthöhle kann bequem begangen werden.
Der Berggasthof im Osten des Gipfelplateaus dient als Bildungs- und Begegnungsstätte für die Themenschwerpunkte Erlebnisgeologie und Waldpädagogik. Seit 2007 befindet sich in einem angegliederten Raum eine zusammen mit dem Museum für Mineralogie und Geologie Dresden gestaltete Ausstellung zum Thema Geologie und Fossilien der Sächsischen Schweiz. Nahe am Gasthof steht der 29 Meter hohe Aussichtsturm. Von dort bietet sich ein Rundumblick, vornehmlich aber nach Osten und Westen, da die Sicht in die restlichen Richtungen durch Bäume beeinträchtigt ist.

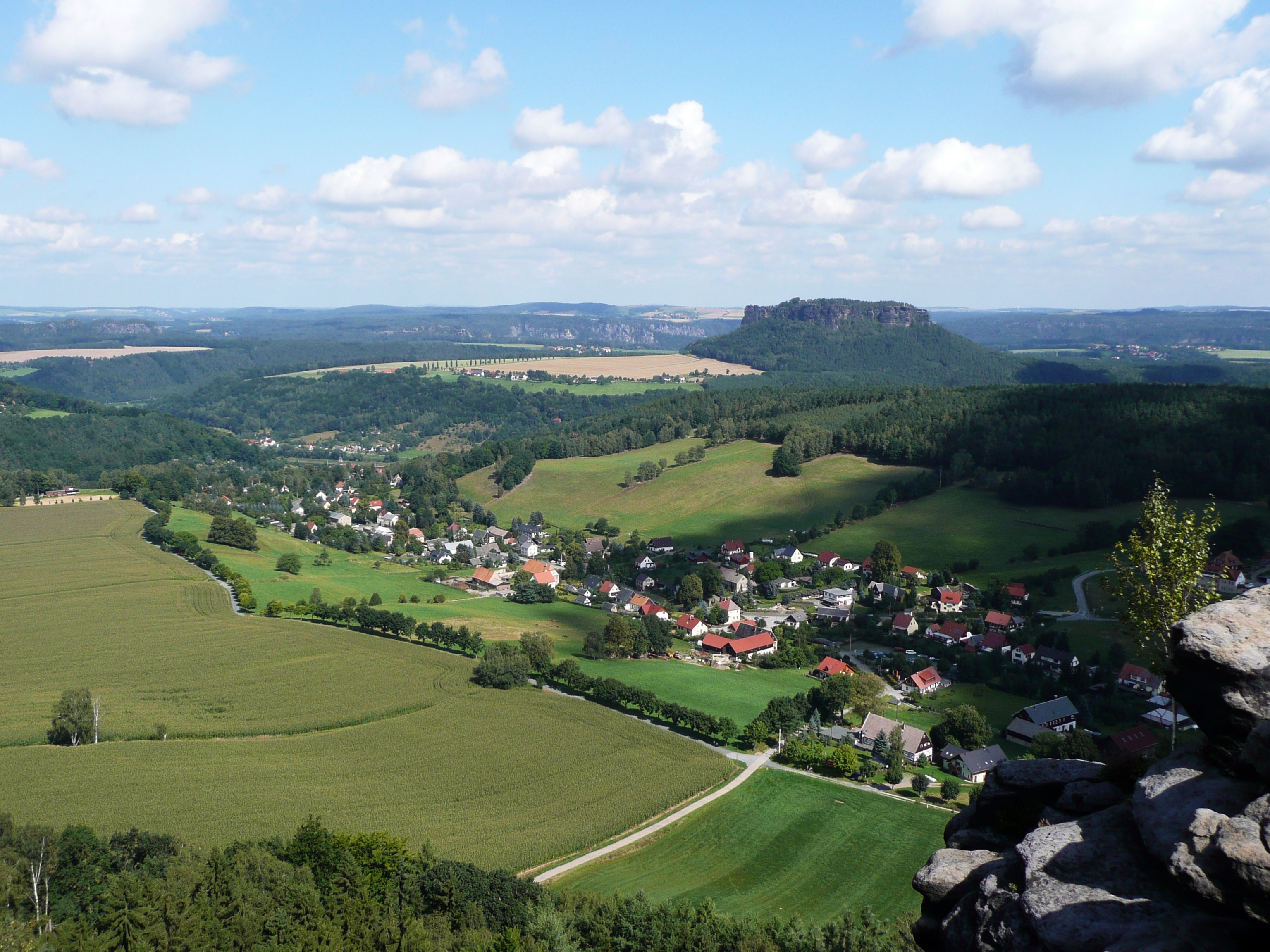
Aussicht in Richtung Norden über Pfaffendorf zum Lilienstein
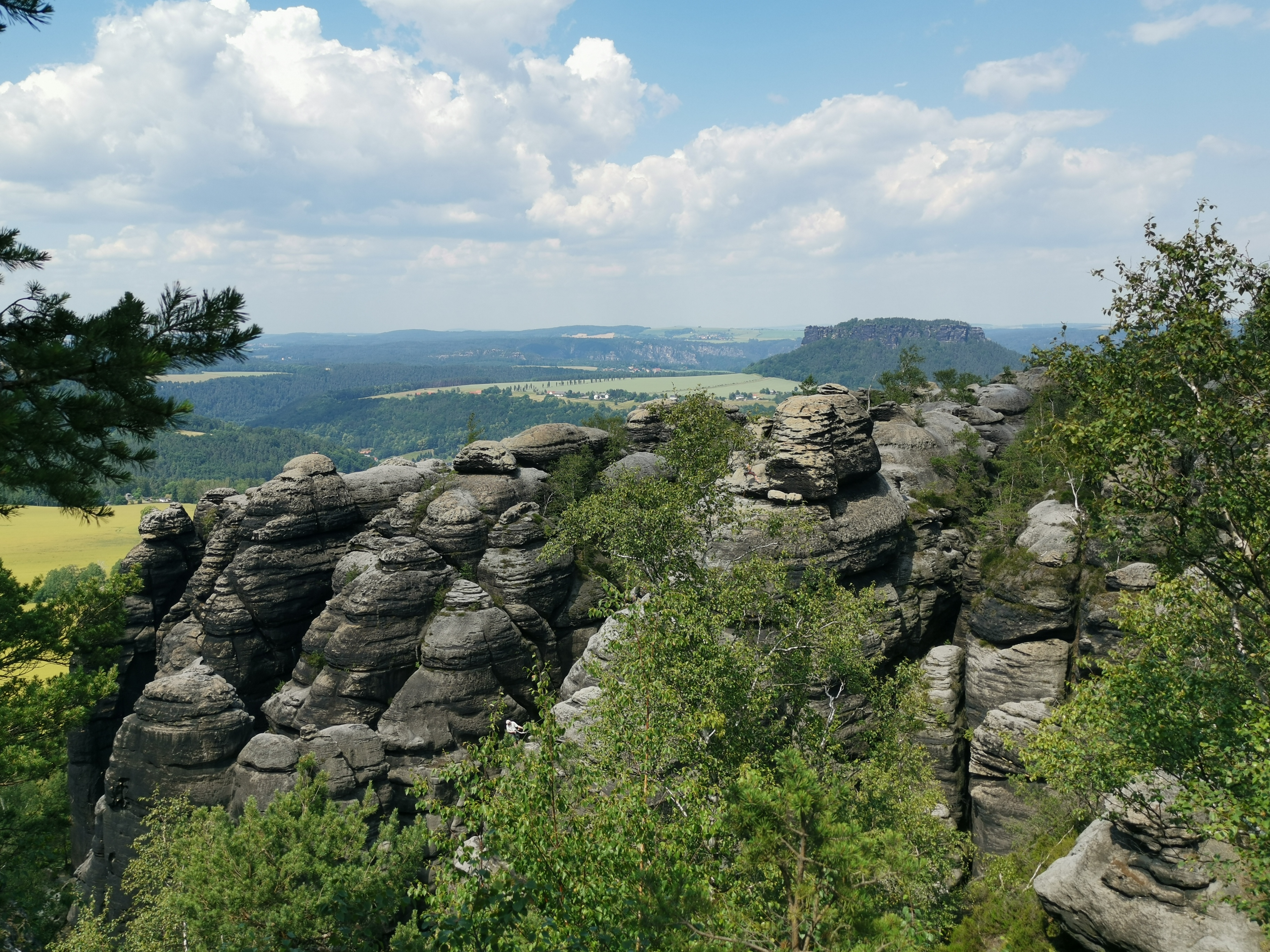
Aussicht über die Felsen der Nassen Schlucht zum Lilienstein
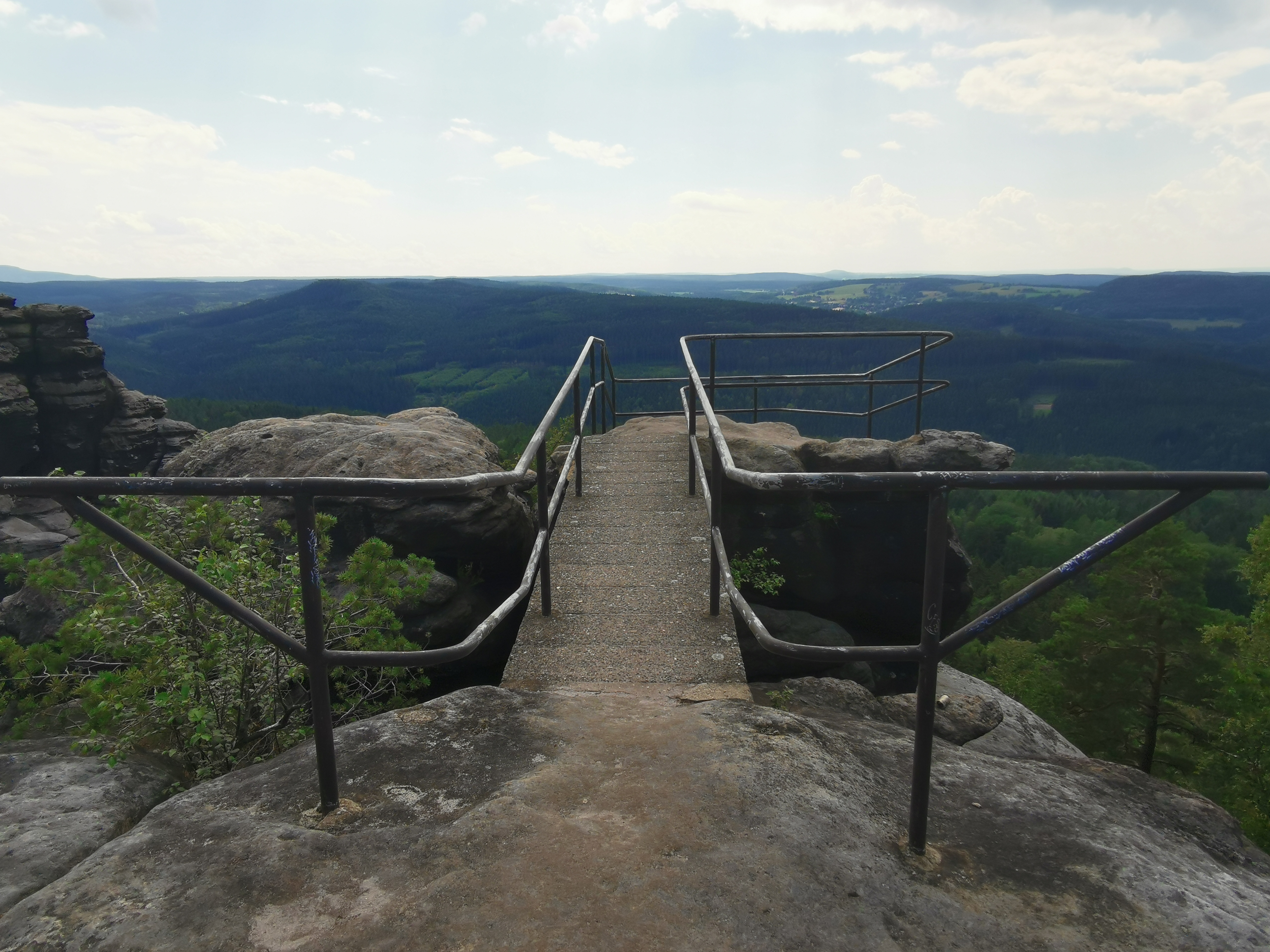
Aussicht am „Opferkessel“ mit Blick Richtung Süden über die ausgedehnten Wälder
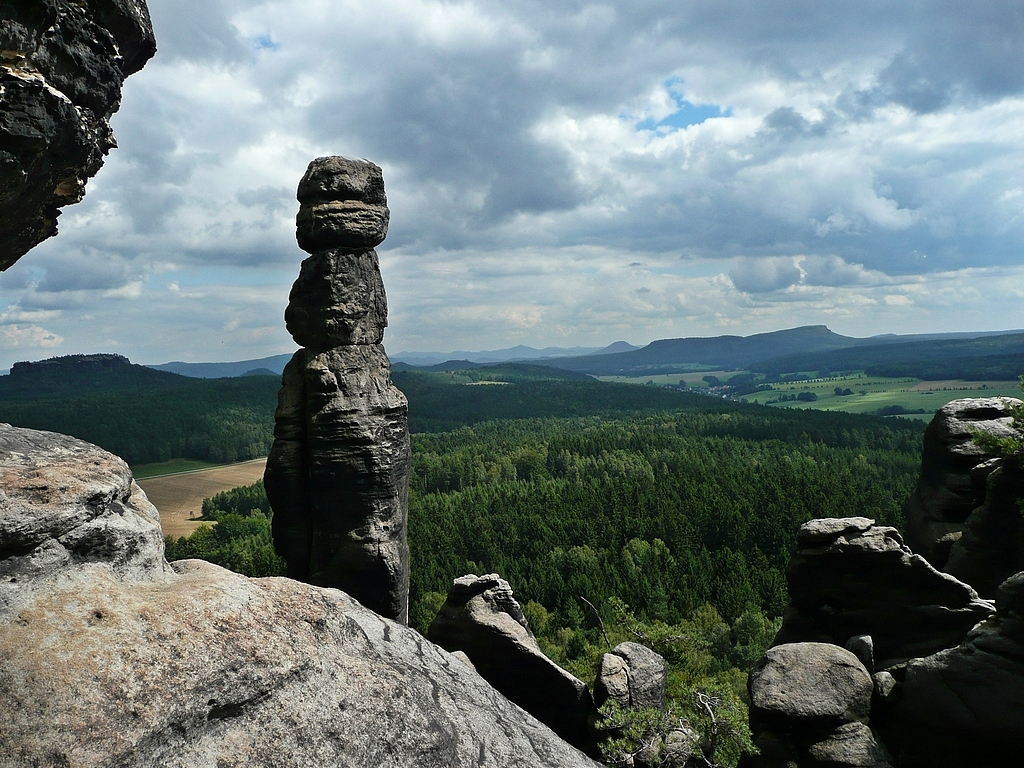
Aussicht an der Barbarine mit Blick in Richtung Südosten
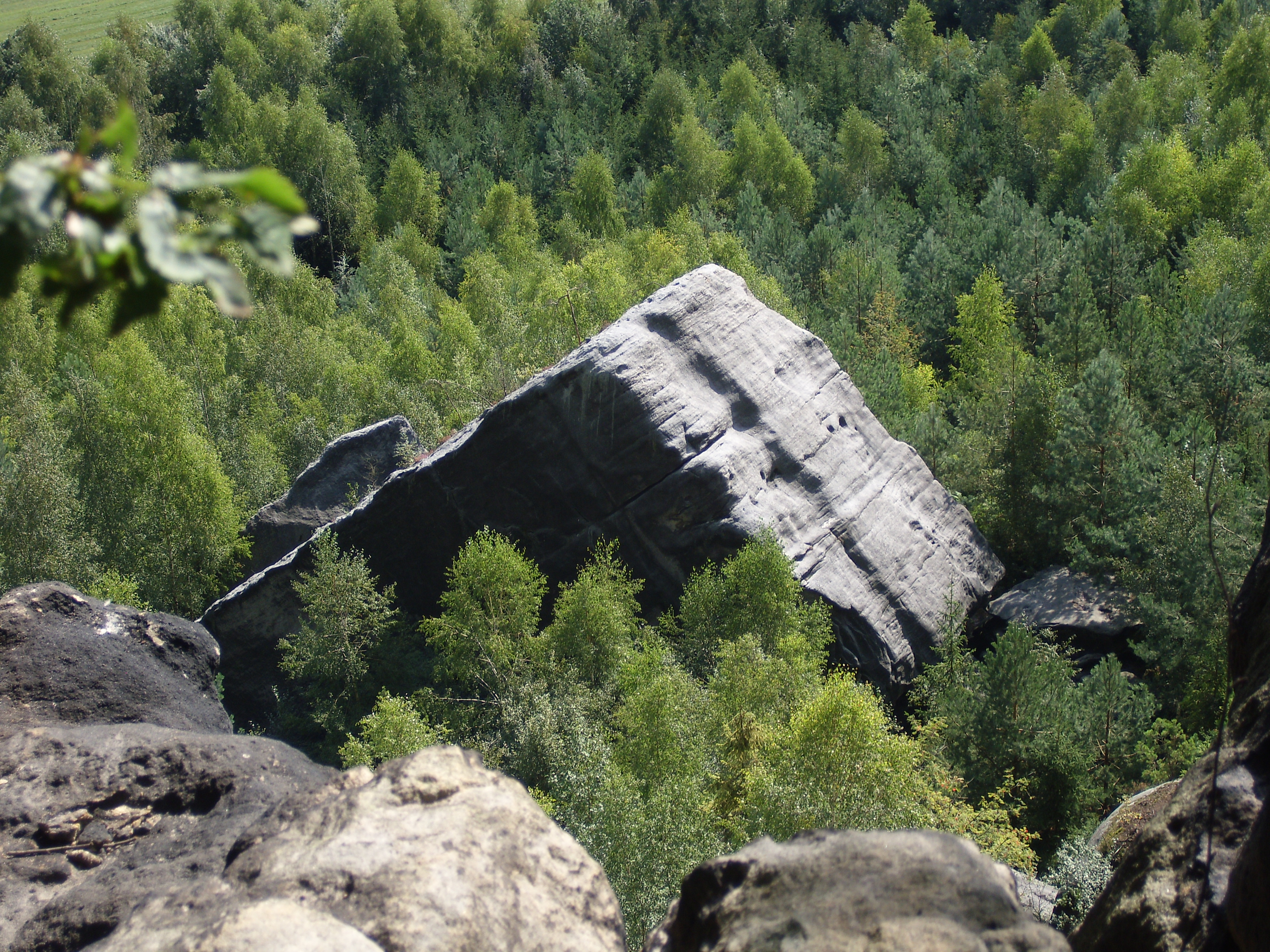
Die Klamotte, ein beim Felssturz 1838 entstandener Klettergipfel unterhalb der „Weißen Wand“
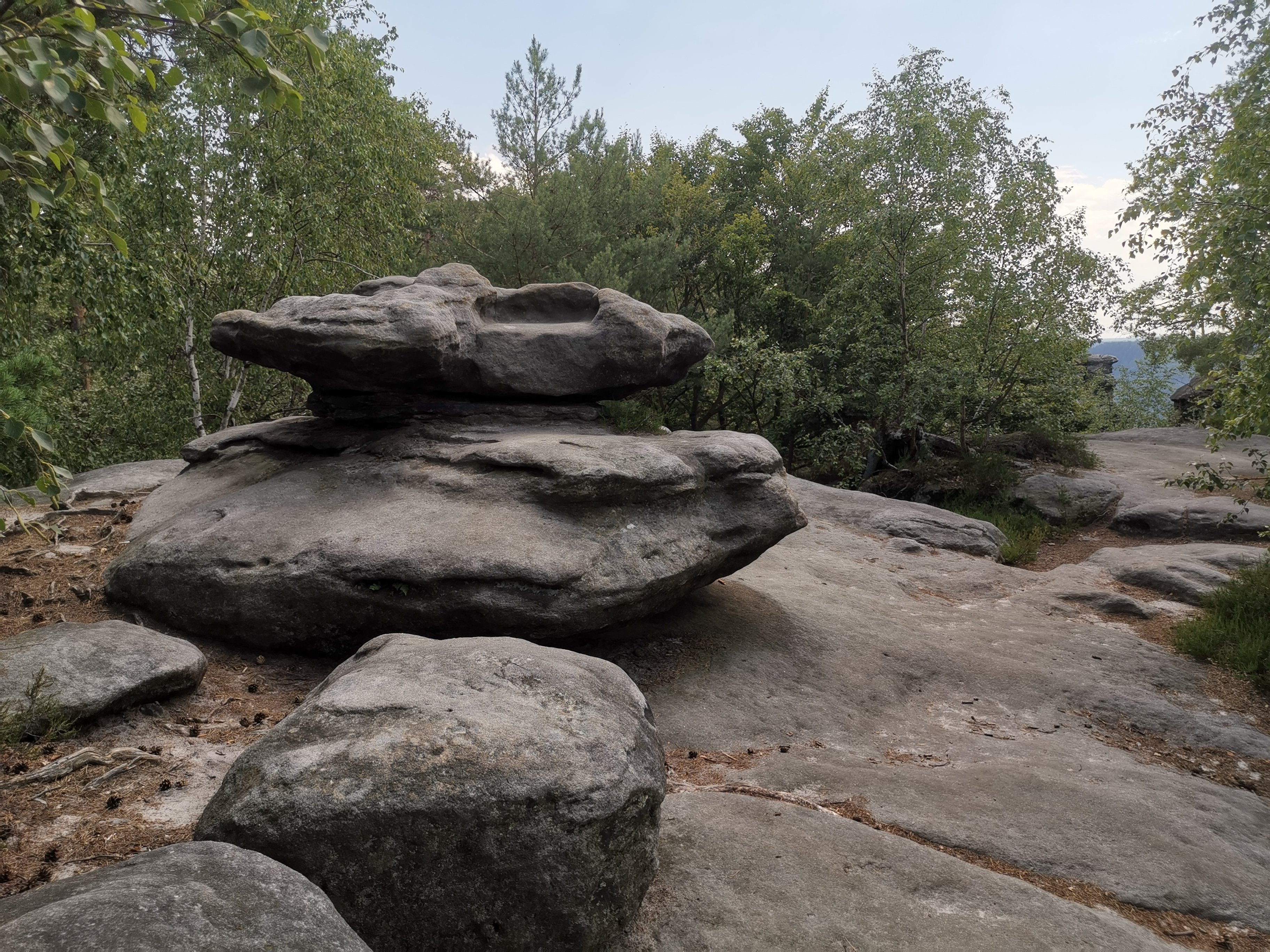
Felsformation „Rittersitz“ am Weg zur Aussicht am „Opferkessel“
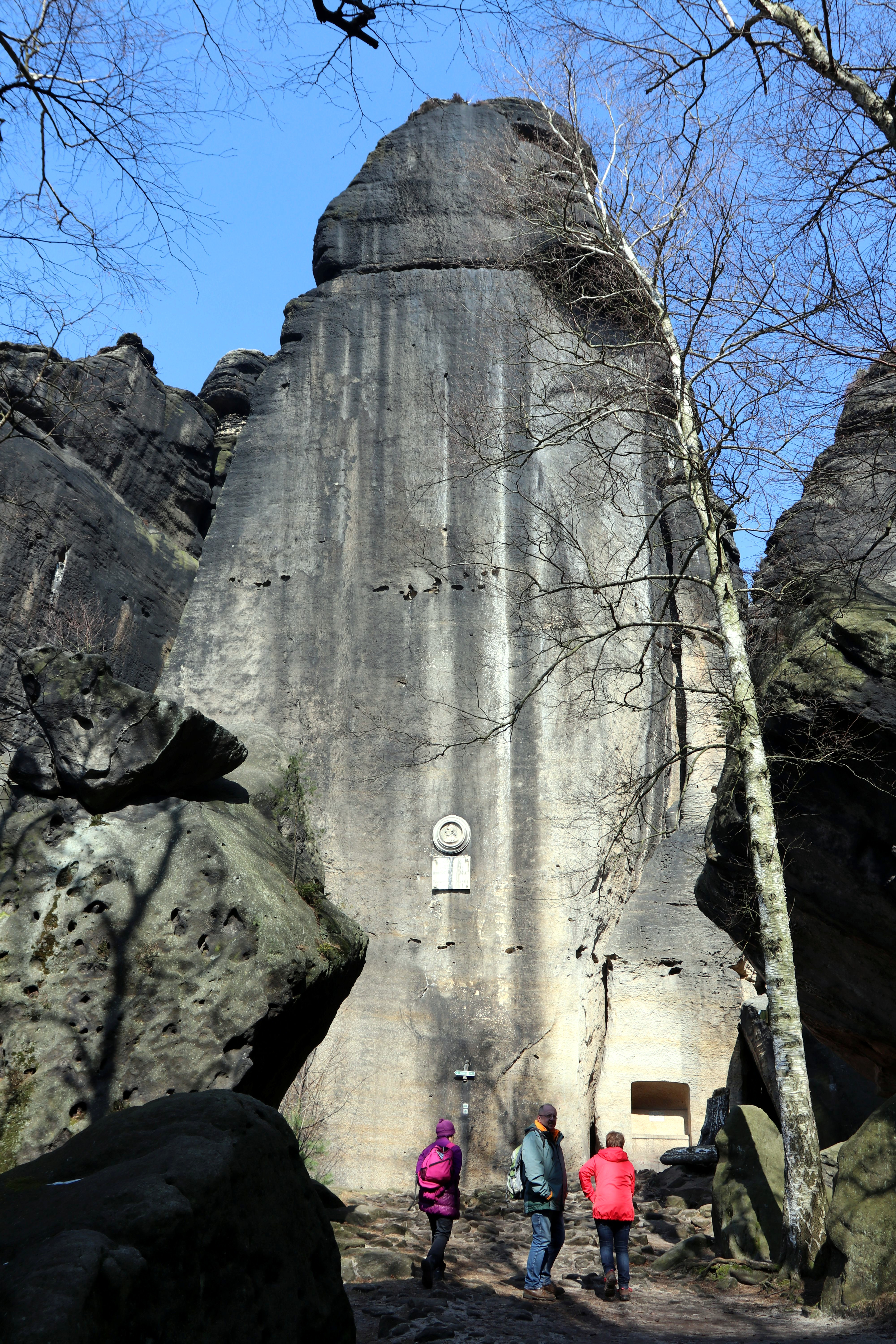
Blick auf den Jäckelfels
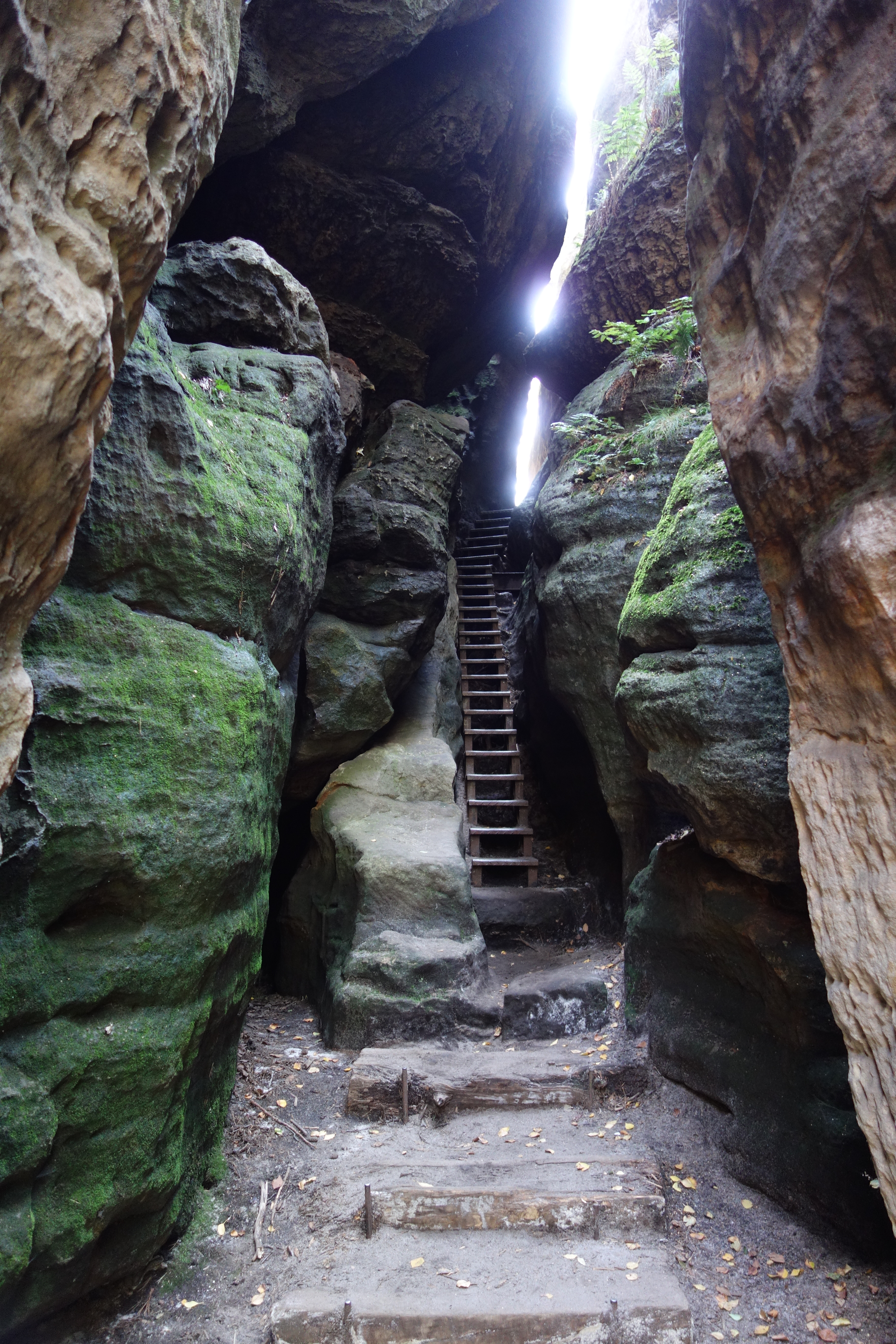
Felsdurchgang am Weg vom Berggasthof zur Barbarine

### Klettersport
Der Pfaffenstein ist mit 32 offiziell anerkannten Klettergipfeln und über 850 Kletterwegen und Varianten eines der bedeutendsten Teilgebiete im Klettergebiet Sächsische Schweiz. Die Kletterfelsen heben sich bis auf wenige Ausnahmen kaum von der Grundsilhouette des Pfaffensteins ab, erreichen aber Höhen von teilweise über 50 Metern. Durch die raue, meist sehr feste Oberfläche bietet der Sandstein am Pfaffenstein vielfältige Klettereien bis in die obersten Schwierigkeitsgrade.
Im Vergleich mit anderen Kletterzielen in der Sächsischen Schweiz wurde der Pfaffenstein relativ spät für den Klettersport entdeckt. Erst 1900 bestiegen Oscar Schuster und Gefährten mit dem Nordturm den ersten markanten Klettergipfel. Die Besteigung der Barbarine folgte 1905 durch Rudolf Fehrmann und Oliver Perry-Smith. Den letzten schweren Gipfel, die Königspitze, bestiegen die Kletterer 1929. In den Folgejahren erreichten sie immer höhere Schwierigkeiten. Eine herausragende Erstbegehung gab es nach dem Ersten Weltkrieg mit der Barbarine-Talseite (Schwierigkeitsgrad VIIc nach der Sächsischen Schwierigkeitsskala). Diese Durchsteigung glückte nach mehreren Anläufen Alfred Herrmann 1924.
Nach mehreren Jahren der Ruhe, bedingt auch durch den Zweiten Weltkrieg, begann in der Nachkriegszeit eine Phase der intensiveren Neuerschließung. In diesem Zusammenhang sind die Wege Schwarze Kante an der Königspitze (VIIIa) und der Direkte Herbstweg (VIIIc) an der Nördlichen Pfaffenschluchtspitze zu nennen. Herbert Richter war 1956 bzw. 1957 der Erstbegeher beider Wege. Die Nordostwand (VIIIb) am Förster folgte 1969 durch den damals noch jungen Bernd Arnold. Ein Jahr später beging Helfried Hering als Erster eine der schwersten Rissklettereien in der Sächsischen Schweiz, den Schiefen Tod (VIIIb) am Einsiedler. Die Talseite (VIIIb) am Bundesfels folgte 1975 durch Manfred Vogel. Die erste IXa am Pfaffenstein war der Nordpfeiler am Nordturm von Bernd Arnold im Jahr 1979.
Bernd Arnold gelangen in den Jahren 1979 bis 1982 mit der 1000-Mark-Wand in der Talseite der Südlichen Pfaffenschluchtspitze, der (Un-)vollständigen Sinfonie am Nordturm und dem Lohn der Angst am Jäckelfels (alle IXc) auch mehrere Wege an der damaligen Leistungsgrenze. Die 1000-Mark-Wand war die erste IXc am Pfaffenstein. Willy Häntzschel, ein Spitzenkletterer der Vorkriegszeit, hatte 1968, überzeugt von der Undurchsteigbarkeit der Wand, Bernd Arnold 1000 Mark geboten, falls er die Wand durchsteigen sollte. Bereits 1969 unternahm Arnold den ersten Versuch, aber erst am 18. August 1979 gelang ihm nach mehreren weiteren Anläufen der erfolgreiche Durchstieg der Wand.
Neben Arnold gelangen auch Falk Schelzel, Thomas Rudolf und den beiden Tschechen Jindřich Hudeček und Václav Vodička mehrere Wege in diesem Schwierigkeitsbereich. Dies konnten Mario Weippert mit dem Weg Inflation (Xb) (benachbart zur 1000-Mark-Wand an der Südlichen Pfaffenschluchtspitze), Jindřich Hudeček mit den Weg Fireball (Xb) an der Peterskirche und Christian Günther mit den Weg Kettenreaktion (Xb) an der Rauhen Zinne nochmals steigern.
Die derzeitige Spitze dürfte wohl immer noch der Weg Good bye and Amen (XIb) am Gipfel Peterskirche sein, an dem sich überhaupt die schwersten Wege im Bereich des Pfaffensteins befinden. Erstbegeher dieses Weges war 1992 Sven Scholz. Speed (XIc), ein weiterer Weg am derzeitigen Limit, wurde von Thomas Willenberg am Einsiedler im Jahr 1998 erstbegangen. Weitere schwerere Wege von Willenberg mit meist höherer Schwierigkeit wurden noch nicht wiederholt oder herabgestuft.

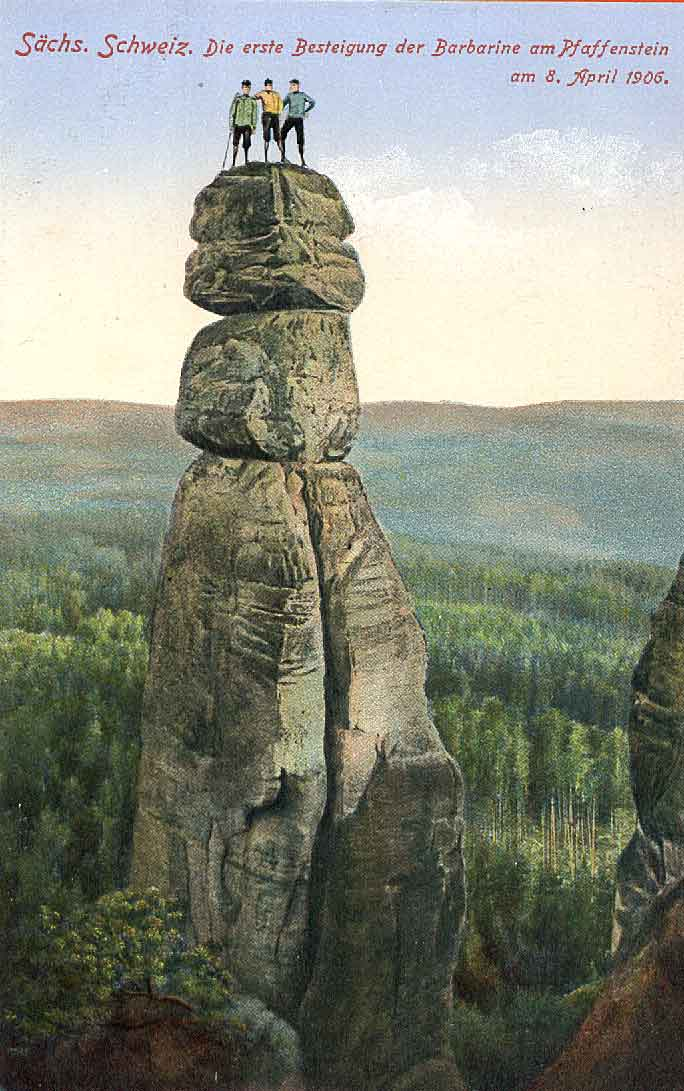
Historische Postkarte der Erstbesteigung der Barbarine, das angegebene Datum ist falsch, die Erstbesteigung fand bereits am 19. September 1905 statt
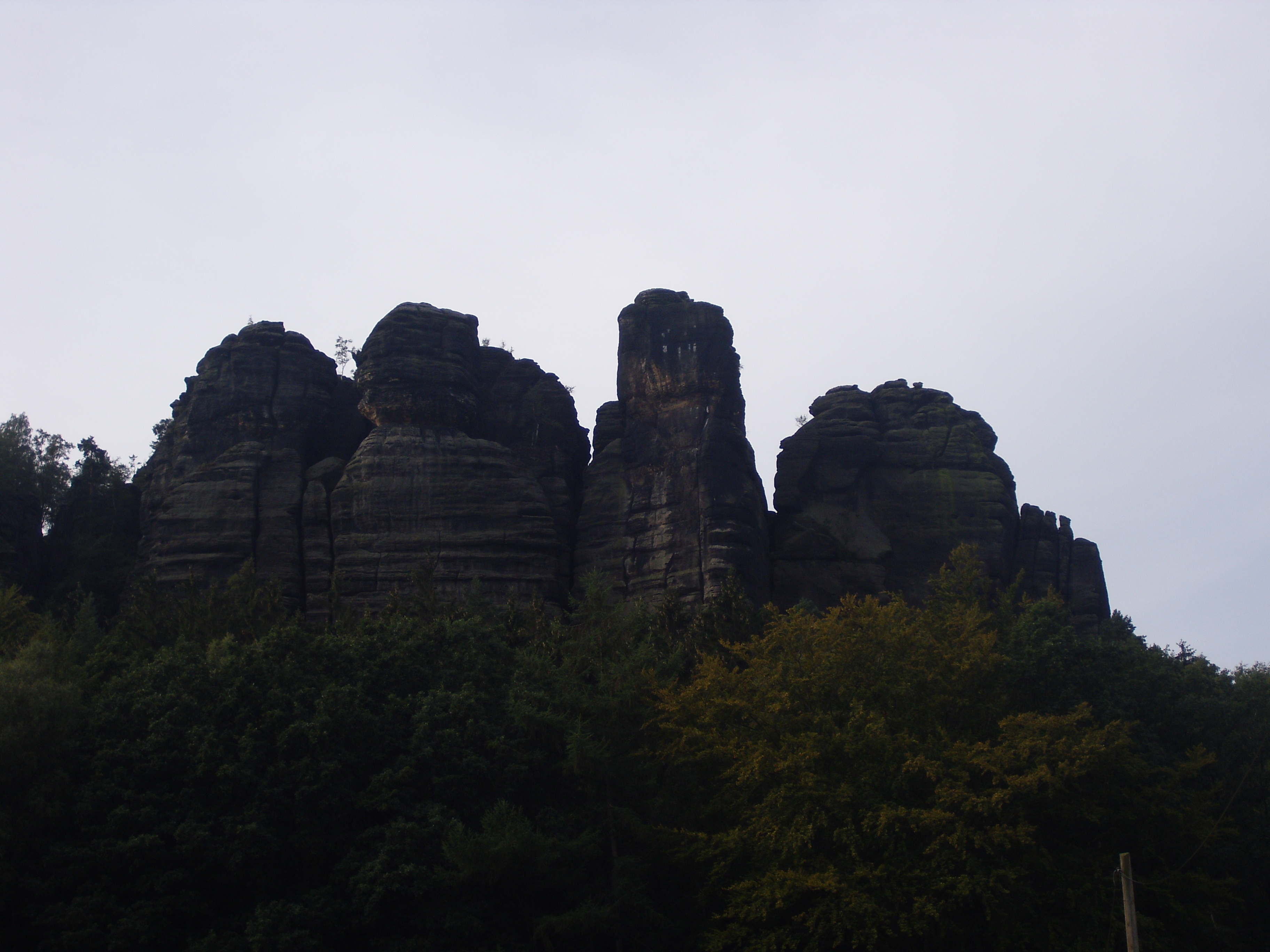
Der 1900 erstbestiegene Nordturm (2. Felsen von rechts)
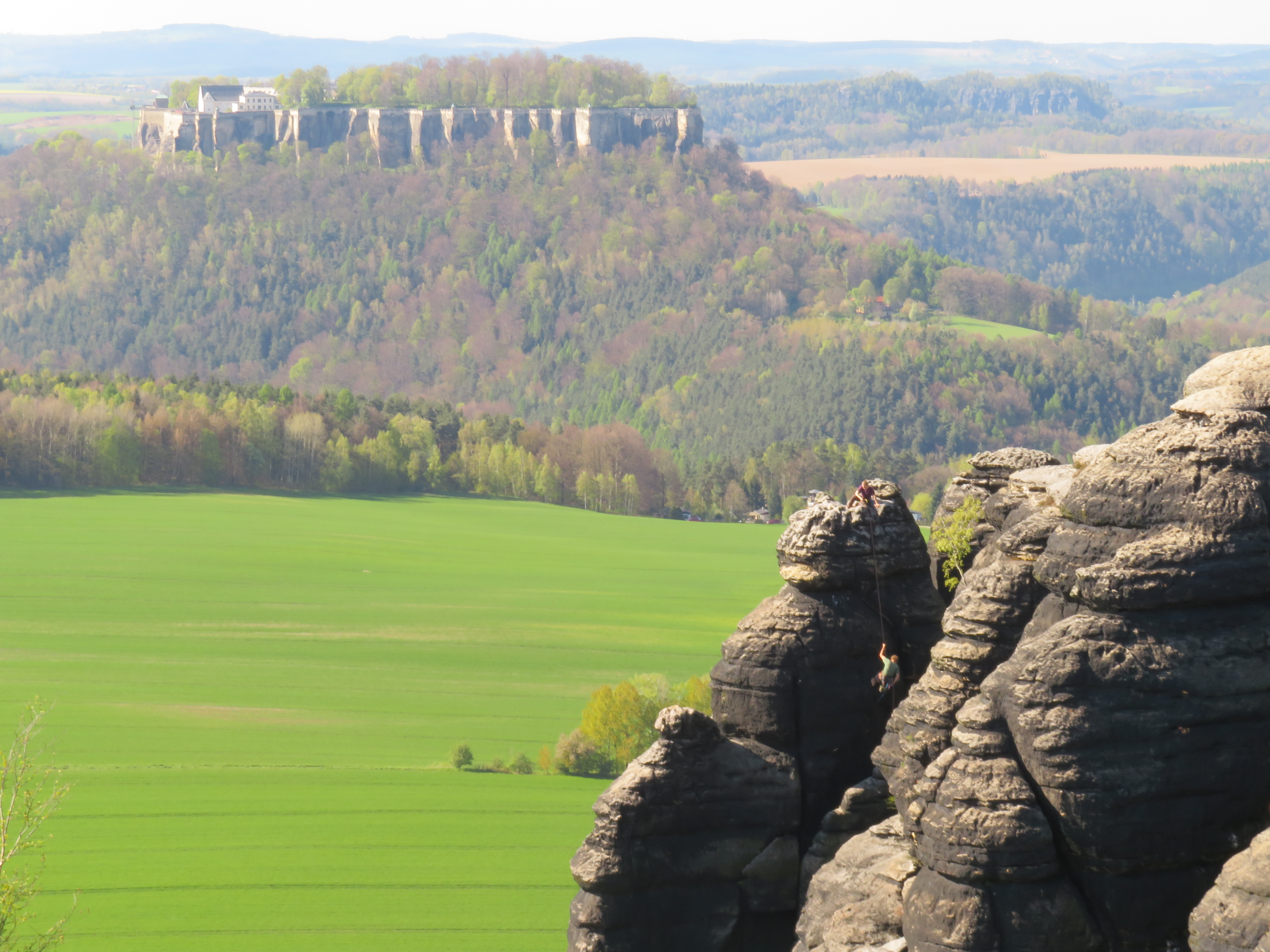
Bergsteiger an der Westseite des Pfaffensteins, im Hintergrund die Festung Königstein
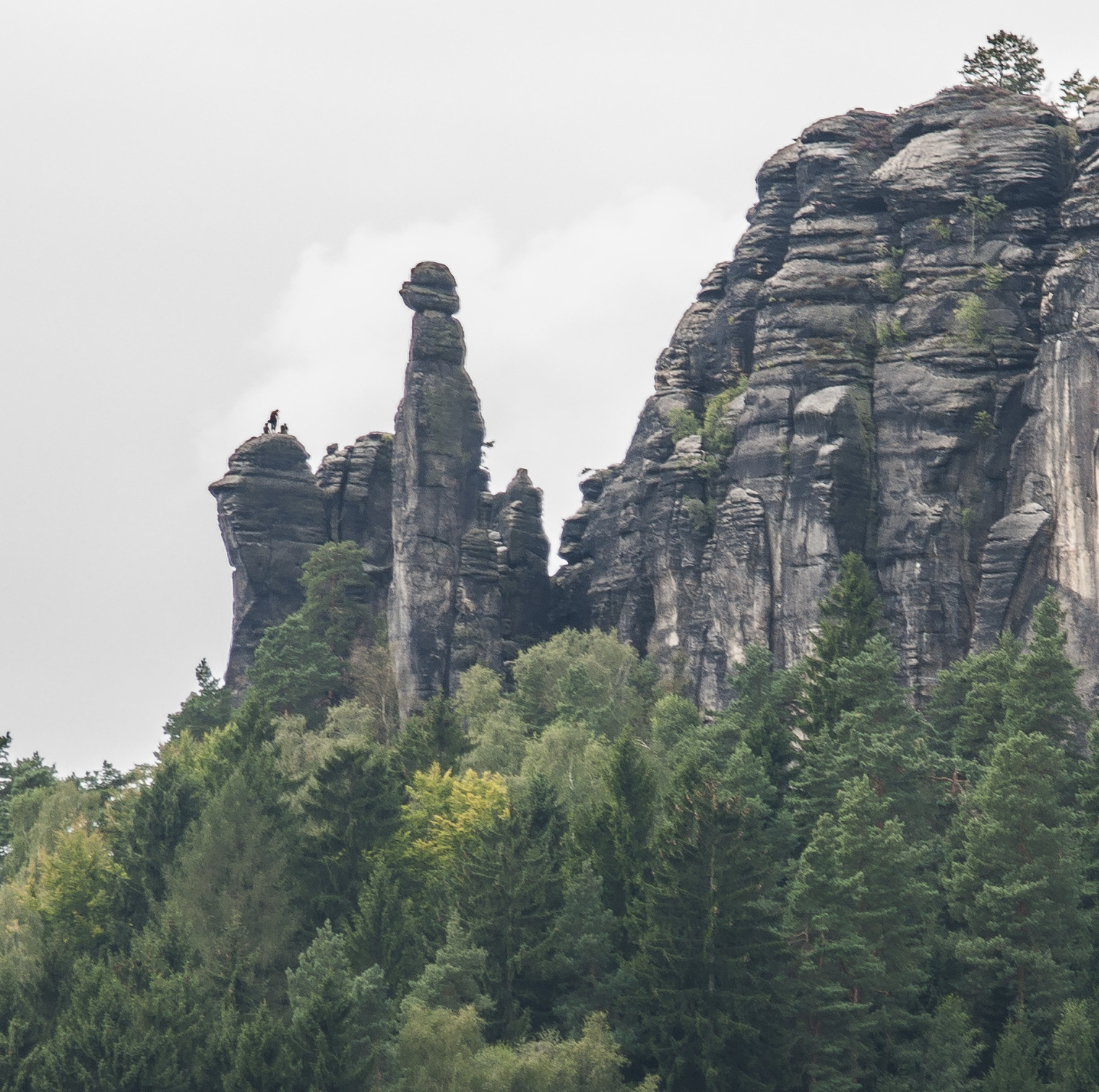
Bergsteiger auf dem Kletterfelsen Förster unweit der Barbarine

## Naturschutzgebiet
Das Naturschutzgebiet Pfaffenstein ist das einzige linkselbische Naturschutzgebiet der Sächsischen Schweiz. Es umfasst mit einer Fläche von ca. 37,02 Hektar sowohl das Plateau als auch die Hänge des Berges. Eine Ausnahme bildet das Gebiet um den Gasthof, das nicht unter Naturschutz steht. Bis auf die Nordwestseite des Plateaus ist nahezu das gesamte Gebiet bewaldet.
In seiner derzeitigen Ausdehnung steht das Gebiet seit dem 26. Juni 1997 unter Schutz. Eine erste Unterschutzstellung fand im März 1990 statt.
Der Schutzzweck ist die Erhaltung und Entwicklung von Lebensgemeinschaften und die des Waldes, aber auch die des naturgeschichtlichen und geologischen Denkmals mit für Mitteleuropa einzigartigen Erosionsformen von Sandstein. Das Naturschutzgebiet ist Teil des Fauna-Flora-Habitats 185 „Tafelberge und Felsreviere der linkselbischen Sächsischen Schweiz“, das sich des Schutzes von Silikatfelsen mit Felsspaltenvegetation annimmt. Auch ist es Teil des EU-Vogelschutzgebietes 58 „Linkselbische Fels- und Waldgebiete“, in dem unter anderem die Brut des Wanderfalken im Mittelpunkt steht.